# Éditions du Progrès
Les Éditions du Progrès sont une ancienne maison d'édition fondée en 1931 sous le nom d'Association des éditeurs de travailleurs étrangers en URSS, située boulevard Zoubovski à Moscou.
Elle était spécialisée dans la traduction en russe d'œuvres étrangères comme en 1964 Poètes de divers pays par Leonid Martynov et dans la traduction en d'autres langues d'œuvres écrites en russe.
En 1939, elle fut rebaptisée Maison d'édition des langues étrangères et en 1963, après une réorganisation, Éditions du Progrès.
En 1981, le présidium du Soviet suprême de la chambre de l'URSS décerna à l'entreprise l'ordre du Drapeau rouge du Travail alors qu'elle était dirigée depuis 1976 par Wolf Sedykh (ru) successeur de Iouri Vladimirovitch Torsouev qui l'avait développée à partir de 1970. En 1987, Alexandre Avelitchev prit la relève jusqu'en 1996 auquel, en 1997, succéda Sarkis Vazguenovitch Oganyan.
En 1970, la maison arrivait à traduire des œuvres en 40 langues dont l'espagnol, l'anglais, le français, l'arabe, etc. sur divers sujets : classiques du marxisme comme le Manifeste du parti communiste, Le Capital, des brochures d'enseignement politique ou de propagande comme ABC du parti, ABC du socialisme, ABC du matérialisme dialectique, Brève histoire de l'URSS diffusées massivement et gratuitement dans les lieux très fréquentés, des livres sur le travail, l'économie, l'agriculture, les sciences sociales, de la littérature pour les enfants, des ouvrages scientifiques, des œuvres de fiction et de science-fiction, des classiques de la littérature, des guides touristiques, des albums de photographies, des livres d'art, des livres pour étudier les langues étrangères, des biographies... Rien qu'en 1974, 950 titres furent édités pour un tirage de 24,1 millions d'exemplaires.
Et à la fin de chaque exemplaire on pouvait lire :
- À NOS LECTEURS
  - Les Éditions du Progrès en langues étrangères vous seraient très reconnaissantes de bien vouloir leur communiquer votre opinion sur le contenu de ce livre, sa traduction et sa présentation, ainsi que toute suggestion que vous voudriez formuler.
  - Écrire à l'adresse : 17 (ou 21), Zoubovski boulevard, Moscou, URSS.

## Des titres publiés en français
Cette liste recense des ouvrages édités lorsque la maison s'appelait Association des éditeurs de travailleurs étrangers en URSS puis Maison d'édition des langues étrangères et Éditions du Progrès.

Les dates ne sont pas toujours fiables car elles ne sont pas toujours indiquées clairement dans les ouvrages et parce que de nombreuses œuvres ont été réimprimées, jusqu'à huit fois, parfois plus. C'est une des raisons pour lesquelles la liste ne peut être chronologique.

Sur les couvertures des livres ne figure généralement que la première lettre du ou des prénoms des auteurs. La liste comporte le plus souvent le ou les prénoms complets afin de faciliter les recherches dans Wikipédia.

Les auteurs, les traducteurs et les illustrateurs pour lesquels on connaît seulement l'initiale du prénom n'ont pas été écrits entre crochets.

Les classements sont par ordre alphabétique.

Les articles définis ne sont pas pris en compte.

Tous les titres commençant par Un sont regroupés précédant ceux commençant par Une.

### Classiques, littérature
- Aïoga, conte des peuples du Nord de Dmitri Naguichkine (ru). Traduit du russe par Catherine Emery. Illustré par Evgueni Choukaev. 1976
- À la lumière du jour, nouvelles des peuples de l'URSS. Rédigé et traduit par Michèle Kahn. 1968
- Les Âmes mortes de Nicolas Gogol. Traduit du russe par Henri Mongault. Préface de Roger Planchon. 1971
- L'Amour parisien de Kostia Goumankov de Youri Poliakov. Traduit du russe par Serge Solheid et Gaby Larriac pseudonyme d'Henri Abril. 1991
- À qui la faute ? La pie voleuse, le docteur Kroupov d'Alexandre Herzen. Traduit du russe par Alice Orane. 1977
- Les Aubes de Moscou de Lev Nikouline. Traduit du russe par Constantin de Grunwald. 1960
- La Bague jolie et autres poésies de Samouil Marchak. Traduit du russe par Antoinette Mazzi. Illustré par Maï Mitouritch. 1965, 1982
- Le Boa constricteur, récits d'Ivan Franko. Traduit du russe par Vera Gopner
- Biélorussie en flammes. La guerre sous les toits d'Alexandre Adamovitch. Traduit du russe par Jean Champenois pour la première œuvre et par Olga Vassilievna Tatarinova pour la seconde. 1977
- Le Bouleau argenté de Mikhaïl Boubennov. Traduit du russe par A. Roudnikov. 1949, 1954
- Le Brasier. Tome 1 : l'Invasion de Constantin Fedine. Traduit du russe par Jean Joseph François Marie Cathala. 1970
- Les Catacombes d'Odessa de Valentin Kataïev. Traduit du russe par Esfir Berstein et Olga Wormser. 1972
- La Cause que tu sers trilogie de Iouri Guerman. Traduit du russe par Vera Gopner. Illustré par A. Vassina. 1958, 1961, 1968
  - Tome 1 : La Cause que tu sers
  - Tome 2 : Docteur Oustimenko
  - Tome 3 : Le retour du docteur Oustimenko
- Champ sauvage de Vadim Andreiev. Traduit du russe par Antoinette Mazzi. 1969
- Les Chars avancent en losange d'Anatoli Ananiev. Traduit par Jean Perus et Véra Vlassenko. 1968
- Le Chemin des tourments d'Alexis Nikolaïevitch Tolstoï. Illustré par V. Svéchnikov. Traduit du russe par Alice Orane. 1950, 1951, 1952, 1953, 1954, 1955, 1961, 1962, 1965, 1977
  - Tome 1 : Deux sœurs,
  - Tome 2 : L'an dix-huit
  - Tome 3 : Sombre matin
- La Chute de Paris d'Ilya Ehrenbourg. Traduit du russe par Alice Orane et Marguerite Liénard. 1943
- Le Ciel de la Baltique de Nikolaï Korneïevitch Tchoukovski (ru). Traduit du russe par Henri Perdrizet. 1954, 1960
- Le Collier d'ambre de Nikolaï Pogodine. Traduit du russe par Jean Champenois
- Le Commandant de l'île aux oiseaux de Sergueï Dikovski. Traduit du russe par Robert Rodov. Illustré par Eugène Bourgounner. 1947
- Le Converti : nouvelles et récits d'Anatoli Varchavski. Traduit du russe par Serge Ghivaski et Robert Giraud
- Le Démon de Mikhaïl Lermontov. Présenté et commenté par Michel Thiery. 1974
- Le Dernier des Oudégués en deux tomes d'Alexandre Fadeïev (écrivain). Traduit du russe par Jean Champenois. 1959, 1964, 1977
- La Dernière Meule de foin, récits d'Elmar Grin (ru). Traduit du russe par Robert Rodov. Illustré par A. Vasin. 1951
- Le Dernier Mot est à Mémyl de Iouri Rytkheou avec Tégryné prend l'avion pour Khabarovsk, Le sort d'un homme, Compagnons de voyage. Traduit du russe par T. Tolli. 1955
- Le Destin d'un homme de Mikhaïl Cholokhov avec Premier amour de Maxime Gorki, Les Pierres de couleur de Sergueï Antonov (ru), Une lettre inachevée de Valeri Ossipov, Tiens bon de Dagnija Zigmonte (lv). 1967
- Dix-sept flashes sur le printemps de Julian Semenov. Traduit du russe par Alexandre Karvovski. 1973
- Le Donbass de Boris Gorbatov, 1953
- Eaux vives d'Alexeï Venediktovitch Kojevnikov (ru). Roman en 4 parties illustré par D. Piatkine. Prix Staline 1950 du 2e degré (cf Prix d'État de l'URSS). 1955
- Enfance de Maxime Gorki. Traduit du russe par Georges Davydoff et Paul Pauliat. 1971
- Et l'acier fut trempé roman en deux parties de Nikolaï Ostrovski avec une préface de Romain Rolland. Traduit du russe par Alice Orane. Illustré par Abram Reznitchenko (ru). 1950, 1954
- Les Étudiants de Iouri Trifonov. 1954. Prix Staline 1950 3e classe
- Fables choisies d'Ivan Krylov présentées et commentées par Philippe Ozouf. Illustré par V. Serov. 1973
- La Famille Jourbine (ou Les Jourbine) de Vsevolod Kotchetov. Traduit du russe par Harold Lusternik. 1954
- Fédor Aniskine, détective de Sibérie de Will Vladimirovitch Lipatov (ru). Traduit du russe par Michèle Kahn. 1970
- La fille du capitaine. Nouvelles d'Alexandre Pouchkine. Traduit du russe poar R. Labry, Prosper Mérimée, Élisabeth Sélikoff, M. Vitmay. Préface de Pierre Emmanuel. 1971
- La Fille du feu de Djalol Ikrami (ru). Traduit du russe par Antoinette Mazzi 1966
- La Fleur rouge avec Quatre jours, Le Lâche, Une rencontre, Deux peintres : Dedov, Riabine, Attakea princeps, Mémoires d'un soldat, La Rose et le crapaud, Nadejda Nikolaevna, Le signal, La Grenouille voyageuse de Vsevolod Garchine. Traduit du russe par Harold Lusternik. 1960
- La forêt bruit de Vladimir Korolenko. Traduction de Jean Champenois. 1960
- Le Gaucher; conte du gaucher bigle de Toula et de la puce d'acier de Nikolaï Leskov. Traduit du russe par Harold Lusternik
- La Houle de Lev Nikouline. Traduit du russe par Alexandre Karvovski. 1965, 1969
- L'Invasion, pièce en quatre actes de Léonid Léonov. Traduit du russe par Alice Orane et Cyrilla Falk. 1944
- La Jeune Garde d'Alexandre Fadeïev. Traduit du russe par Jean Champenois. 1941, 1947, 1951, 1965
- Les Jourbine de Vsevolod Kotchetov. 1954
- Loin de Moscou, trois tomes, de Vassili Ajaïev. Traduit du russe par Alice Orane. Illustré par M. Gorchman et L. Podliasskaïa. 1951-1952, 1952
- (La) Lumière à Koordi (de) de Hans Leberecht (ru). Illustré par E. Okas. Prix Staline du 3e degré 1949. 1950
- La Mauvaise herbe de Anatoli Ivanov. Traduit du russe par Alice Orane. 1964, 1970
- Mémoires d'un chasseur d'Ivan Tourgueniev. Traduit du russe par Henri Mongault. Préface de Henri Granjard. 1970
- La Moisson de Galina Nikolaïeva. Traduction de Jean Champenois. Prix Staline de 1re classe en 1951. 1953, 1954
- Le Musicien aveugle de Vladimir Korolenko
- La Neige en feu de Iouri Bondarev. Traduit du russe par Dmitri Sesemann. 1973
- Le Neuvième Flot d'Ilya Ehrenbourg, 2 tomes, 1954
- Notre été de Elena Ouspenskaïa. Traduit du russe par Harold Lusternik. Illustré par Boris Fedorovitch Sémionov. 1954
- Nouveaux récits des écrivains soviétiques avec La Ballade du 1er instituteur de Tchinguiz Aïtmatov, Le Coup de feu de Moukhtar Aouézov, Evdokia de Vera Panova, Tiens bon, Juta! de Dagnia Zigmonte (lv). Traduit du russe par Stella Ajzenberg et Jean Champenois. 1963
- Nouvelles soviétiques. Textes parallèles de Boris Gorbatov, Véra Inber, Iouri Kazakov, Youri Naguibine, Constantin Paoustovski, Piotr Pavlenko. 1965
- Oblomov d'Ivan Gontcharov en deux tomes. Traduit du russe par René Huntzbucler. 1972
- Œuvres choisies d'Arkadi Gaïdar. Traduit du russe par Harold Lusternik et Antoinette Mazzi. 1969
- Œuvres : La Défaite. La Jeune Garde d'Alexandre Fadeïev. Traduit du russe par M. Parijanine et Jean Champenois. 1976
- La Partie n'est jamais nulle avec Sur quoi repose le monde de Icchokas Meras (ru). Traduit du russe par Dmitri Sesemann pour l'œuvre titre et par Antoinette Mazzi pour la seconde. 1969
- Le Pèlerin enchanté avec l'Artiste-perruquier, L'Homme qui monte la garde, Lady Macbeth du district de Mtsensk de Nicolaï Leskov. Traduit du russe par Alice Orane et Harold Lusternik
- Pères et Enfants, voir (Père et Fils), d'Ivan Tourgueniev. Traduit du russe par Robert Rodov. 1947
- Pierre 1er d'Alexis Nikolaïevitch Tolstoï, trilogie en deux tomes, traduit par Alice Orane pour les deux premières parties et par Cyrilla Falk pour la troisième. Illustrations de D. Chmarinov. Préface de A. Alpatov. 1955, 1962, 1975. (L'édition de 1975 est traduite par Lucia Cathala-Galinskaïa et Jean Joseph François Marie Cathala)
- La Pipe et deux autres nouvelles : Le Vainqueur et Le Chêne hivernal de Youri Naguibine
- La Pluie sur la ville, récits et nouvelles de Daniil Granine. 1978
- Portraits littéraires de Maxime Gorki. Traduit du russe par Alice Orane. 1950-1953
- Le Printemps à Sakène de Gueorgui Dmitrievitch Goulia (ru). Prix Staline 1949. 1949, 1950
- Le Printemps sur l'Oder (roman en trois parties : Le Major de la garde, Les Drapeaux blancs, En marche sur Berlin) d'Emmanuil Kazakevitch. Traduit du russe par Alexandre Roudnikov. 1949, 1952, 1954
- Le Prix des jours de Vladimir Tendriakov. Traduit du russe par Lily Denis. 1976
- Le Quarante et unième de Boris Lavreniov. Traduit du russe par Victor Joukov. 1950
- Les Récits de Sébastopol de Léon Tolstoi. Traduit du russe par A. Roudnikov. Illustrations de Charleman pour l'édition de 1946, de P. Pavlinov pour l'édition de 1960. Autres éditions en 1955 et 1962
- Récits et nouvelles de Constantin Paoustovski, 1948
- Recueil de récits de Constantin Simonov. 1948
- La Rue des armuriers de Camille Ikramov (ru). Traduit du russe par Antoinette Mazzi. 1969
- La Soif étanchée de Iouri Trifonov. Traduit du russe par Svetlana Leon et Max Léon. 1968
- Tarass Boulba de Nicolas Gogol. Préface de D. Bisti. 1960, 1963
- Tchapaïev (cf Vassili Tchapaïev) de Dmitri Fourmanov. Traduit du russe par Alice Orane et Georges Roux. Préface d'Henri Rol-Tanguy. 1946, 1971
- La Tempête d'Ilya Ehrenbourg. Traduit du russe par Alice Orane et A. Roudnikov. 1948
- La Terre en fleur de Vadim Andreïevitch Safonov (ru). Illustré par M. Guetmanski. Prix Staline 1949. 1951.
- Théâtre d'Anton Tchekhov dont La Mouette, Oncle Vania, Les Trois Sœurs, La Cerisaie, 1947
- Trois pièces : Finale pathétique de Nikolaï Pogodine, Bonne chance de Victor Sergueïevitch Rozov, Tania d'Alexeï Arbouzov, adaptation française de J. Roire
- Tourmente en Sibérie de Sergueï Zalyguine. Traduit du russe par Harold Lusternik. 1968, 1973, 1977
- Une chose bien simple de Boris Lavrenev suivi de nouvelles soviétiques de Maxime Gorki, Alexis Nikolaïevitch Tolstoï, Alexandre Gueorguievitch Malychkine (ru), Iouri Guerman, 1960
- Une grande famille de Pavel Efimovitch Beïline (ru), 1954
- Un été extraordinaire de Constantin Fédine
- Une voix sur la route de Piotr Pavlenko. Traduit du russe par Robert Rodov. 1953
- Un héros de notre temps de Mikhaïl Lermontov. Traduit du russe par Alain Guillermou et Robert Rodov. 1947, 1955, 1956, 1970
- Un nid de gentilshommes (cf Nid de gentilhomme) d'Ivan Tourgueniev. Traduit du russe par Robert Rodov. 1947
- Verkhovyna, notre lumière de Matvei Grigorievitch Teveliov. Traduit du russe par Marguerite Liénard et Jean Joseph François Marie Cathala. Illustration et présentation de A. Tarane. 1954
- Vêtus de pierre d'Olga Forche. Traduit du russe par Harold Lusternik. 1923, 1940, 1950, 1958
- La Vieille Forteresse de Vladimir Beliaev. Traduit du russe par Harold Lusternik. Prix Staline 1951
- Les Vivants et les morts de Constantin Simonov. Préface d'Armand Lanoux. Traduit du russe par René Huntzbucler et Andrée Robel. 1970

### Œuvres de science-fiction
- Aelita (roman) d'Alexis Nikolaïevitch Tolstoï. Traduit du russe par Vera Gopner. 1950
- Aux confins de l'Œcumène de Ivan Efremov. Traduit du russe par Harold Lusternik. 1949, 1960, 1979
- Le Chemin d'Amalthée d'Arcadi et Boris Strougatski avec L'Astronaute de Valentina Jouravleva, Les Équations de Maxwell d'Anatoli Dnieprov (ru) traduits par Louis Gaurin et Véra Gopner. 1957, 1959
- Le Chemin des étoiles de Constantin Tsiolkovski. Préface de Vassili Fessenkov et postface de Boris Alexeïevitch Vorobiov (ru). 1963
- Cor serpentis (ru) d'Ivan Efremov, avec Méa d'Anatoli Dnieprov (ru), Le Procès de Tantalus de Victor Saparine (ru), Une pierre tombée des étoiles de Valentina Jouravleva, Six allumettes d'Arcadi et Boris Strougatski. Traduit du russe par Louis Gaurin. 1958, 1961
- En fusée vers la lune de Vladimir Isaakovitch Levantovski. Traduit du russe par Ch Bir. 1959
- L'Envers d'un homme de Vladimir Mikhanovski. Traduit du russe par Catherine Emery. 1987
- L'Hyperboloïde de l'ingénieur Garine d'Alexis Nikolaïevitch Tolstoï. Traduit du russe par Stella Ajzenberg. 1930, 1959
- Le Lac hanté et autres récits (contes) scientifiques de Ivan Efremov. 1954, 1955
- Le Messager du cosmos d'Alexandre Kazantsev, avec Hoïty-Foïty d'Alexandre Beliaïev, Le Martien d'Alexandre Kazantsev, Réflexe spontané d'Arcadi et Boris Strougatski, L'Infra du dragon de Gueorgui Gourevitch (ru), L'Éveil du professeur Berne de Vladimir Savtchenko (ru) : récits d'anticipation traduits par Louis Gaurin et Victor Joukov. 1960, 1962
- La Nébuleuse d'Andromède d'Ivan Efremov. Traduction d'Harold Lusternik. 1959, 1960, 1970, 1979
- Phaena: l'effondrement d'un monde d'Alexandre Kazantsev. Traduit du russe par Evgueni Avrorine. 1987
- La Plutonie de Vladimir Obroutchev. Traduit du russe par Marina Arsénieva. Illustré par G. Nikolski. Préface de Dmitri Spiridonovitch Bisti (ru). 1954
- Récits, contes scientifiques de Ivan Efremov avec L'Ombre du passé, L'Observatoire de Nour-I-Decht, Rencontre au-dessus de Tuscarora, La Roche sublunaire, Le Lac hanté, Olgoï-Khorkhoï, La Corne blanche et Les Vaisseaux du firmament. Traduit du russe par Harold Lusternik. Présentés et illustré par G. Pétrov. 1953, 1954, 1960
- La Terre de Sannikov de Vladimir Obroutchev. Traduit du russe par Catherine Emery 1989

### Guides touristiques
- Au Kremlin de Moscou, monuments historiques et chefs-d'œuvre du Kremlin de Moscou. Traduit du russe par Alexandre Karvovski. 1967
- Les Environs de Léningrad guide de Pavel Iakovlevitch Kann. Traduit du russe par Catherine Emery. 1981, 1982
- Erevan, guide touristique de Rem Ananikian. Traduit du russe par Colette Kitachevski. 1982
- L'Ermitage (cf Musée de l'Ermitage), guide de Iouri Goratsievitch Chapiro. Traduit du russe par Marc-Antoine Parra. 1972, 1976
- Galerie nationale Tretiakov. Petit guide. 1955
- La Galerie Tretiakov de Vsevolod Volodarski, 1977
- La Grande Yalta. Guide d'Oleg Volobouiev. 1980
- Guide de Moscou. 1938
- Iasnaïa Poliana la résidence de Léon Tolstoï guide descriptif de Nikolaï Pavlovitch Pouzine. 1964
- Kiev. Dépliant avec vues
- Kiev, petit guide. de H. Levitski. Traduit du russe par Marc-Antoine Parra. 1980
- Léningrad de Nikolaï Tikhonov. 1943, 1945
- Leningrad, guide de Pavel Iakovlevitch Kann. 1959, 1960
- Leningrad, son architecture, ses monuments de Vsevolod Schwarz. Traduit du russe par Marina Arsénieva. 1973
- La Maison de Tchaïkovski (cf Piotr Ilitch Tchaïkovski) à Kline (ville). Guide. Traduit du russe par Victor Joukov. 1972
- Moscou. 36 vues touristiques reliées en accordéon
- Moscou. 1970
- Moscou d'Ivan Gorelov. 1967
- Moscou de Vladimir Tchernov. 1979
- Moscou à l'heure des jeux olympiques. 1979
- Moscou et ses environs guide d'Emmanuel Dvinski. 1981
- Moscou, guide abrégé par R. Bogoiavlenski, V. Ostrooumov et Vladimir Tchernov. Traduit du russe par Marc Antoine Parra. 1977, 1979
- Moscou, guide du touriste étranger de Vladimir Tchernov et V. Mazov. 1960, 1961, 1962
- Moscou, guide illusré de V. Kolganov. Illustré par E. Bernstein. 1956, 1958
- Moscou, le Kremlin et la Place Rouge de I. Rodimtseva, A. Romanenko, E. Smirnova. 1976, 1979
- Moscou, Léningrad, Kiev de L. Doubinskaïa. 1981
- Moscou, les sites historiques, musées et expositions. Mémento du touriste d'Emmanouil Iakovlevitch Dvinski (ru) avec la collaboration d'Ella Strakova. Traduit du russe par Alexandre Karvovski. 1971
- Moscou, petit guide de A. Kovalev. 1957
- Moscou, son architecture, ses monuments de Mikhaïl Iline. 1969
- Le Mur du Kremlin de Y. Amiantov. 1968
- Musée Anton Tchékhov à Yalta de M. Tchekhova. 1959
- Le Musée Lénine. 1958
- Musée national de l'Ermitage (cf Musée de l'Ermitage). Petit guide. 1955
- Le Musée national d'histoire, petit guide de M. Fekhner, N. Ousomova, A. Zaks sous la direction de A. Karpova.
- Musée national russe, (cf Musée Russe) petit guide, art ancien, art du XVIIIe siècle, art de la moitié du XIXe siècle. 1955
- Le Musée Russe. Guide de Alexandre Goubarev. 1970, 1981
- Les Musées de Léningrad de V. Mouchtoukov
- Le Musée Stanislavski (cf Constantin Sergueevitch Stanislavski) de Nicolas Solntsev. 1949
- Musée Tchaïkovski (cf Piotr Ilitch Tchaïkovski) à Kline (ville). Petit guide Traduit du russe par Stella Ajzenberg. 1960
- Le Palais des Armures. Guide de V. Narojnaia et V. Gontcharenko. Traduit du russe par Jean Champenois. 1976
- Petit guide. Art russe de la 2e moitié du XIXe et du début du XXe siècle pour la Galerie Tretiakov par S. N. Droujinine. 1955
- Riga, guide de Maria Debrer. Traduit du russe par Marc-Antoine Parra. 1982
- Samarkand, guide de Z. Finitskaïa. 1979, 1982
- Smolensk. Guide traduit du russe par Catherine Emery. 1982
- Souzdal guide d'Alexandre Milovski. 1982
- Tachkent. Guide. 1964
- Trois jours à Léningrad guide de Pavel Iakovlevitch Kann. Traduit du russe par Myriam Fainbaum et Alexandre Karvovski. 1978, 1982
- L'URSS en voiture, guide touristique de Léonide Fedorovitch Zadvorny. Traduit du russe par Alexandra Gaillard et Marc-Antoine Parra. 1980
- Volgograd guide de Youri Kharine. Traduit du russe par Victor Joukov. 1967
- Voyage en URSS. Guide touristique de A. Priss, V. Kassatkine, V. Masov. 1961

### Littérature pour les enfants
- Les Bagages de Samouil Marchak
- Barankine, sois un homme de Valéri Medvedev (ru). Traduit du russe par Michèle Kahn
- Boule de pain d'Alexis Nikolaïevitch Tolstoï. Illustré par Evgueni Ratchev
- Le Cellier du soleil avec Le Miel polaire, Le Maître de la forêt et Vassia Vessiolkine de Mikhaïl Prichvine. Traduit du russe par I. Kotomkina, 1re et 3e nouvelles, par T. Bodko pour les deux autres.
- Ce qui est Bien et ce qui est Mal traduit du russe par Alice Orane et illustré par Vitali Nikolaïevitch Goriaïev (ru)
- Contes populaires ukrainiens où l'on parle des animaux. Illustrations de Evgueni Ratchev. Traduit du russe par Alice Orane
- Le Conte du tsar Saltan, de son fils le glorieux et vaillant chevalier prince Guidone Saltanovitch et de la belle princesse Cygne d'Alexandre Pouchkine. Illustré par Ivan Bilibine
- La Dague d'Anatoli Rybakov. Traduit du russe par Stella Ajzenberg. Illustré par Oreste Gueorgrievitch Vereïski (ru). 1948, 1960
- Dessins d'enfants soviétiques de I. Tourpitsyne. 1957
- L'École et autres récits avec Tchouk et Ghek et La Tasse bleue par Arkadi Gaïdar, 1948
- L'Éléphant d'Alexandre Kouprine. Traduit du russe par Catherine Emery. Illustré par David Borovski. 1975
- Le Lapereau fanfaron, conte en deux actes avec prologue de Sergueï Mikhalkov. Illustré par Evgueni Ratchev. 1956
- Le Libérateur du soleil. Conte populaire lituanien. Illustré par A. Makounaité
- Le Livre des merveilles contient Le téléphone, Le Docteur Aïbobo, Frotte-bien et Soleil doré, soleil volé de Korneï Tchoukovski. Illustré par Konachévitch, Soutéiev, Kanevski, Vasnetsov. 1974
- Ma commère la renarde. Légendes populaires russes racontées par Alexis Nikolaïevitch Tolstoï. Illustré par Evgueni Ratchev. Traduit du russe par Antoinette Mazzi. 1948, 1967
- Maroussia va à l'école d'Evgueni Schwartz
- Mimi-Tigré de Samouil Marchak traduit du russe par Alice Orane et illustré par Vladimir Vassilievitch Lebedev.
- La Mitaine, conte ukrainien, illustrations de Evgueni Ratchev. 1954
- Le Mont aux pierreries. Contes et légendes d'URSS. Traduit du russe par Antoinette Mazzi. Illustré par V. Minaev. 1974
- Mots et merveilles de Korneï Tchoukovski
- L'Oiseau de feu avec La Princesse Grenouille, Cheval brun, cheval bai, De par la volonté de Messire Brochet, Vassilissa la Belle illustrés par Xénia Erchov et Igor Erchov. Traduit du russe par Antoinette Mazzi. 1973
- Le Petit Cheval bossu de Piotr Erchov. Traduit du russe par Antoinette Mazzi. Illustré par Nikolaï Kotcherguine. 1976
- Le Petit Coq à la tête d'or d'Alexis Nikolaïevitch Tolstoï. Illustré par Evgueni Ratchev. Traduit du russe par Vera Gopner
- La Petite maisonnette. Contes populaires russes où l'on parle des animaux racontés par Alexis Nikolaïevitch Tolstoï. Illustré par Evgueni Ratchev. Traduit du russe par Alexandre Karvovski et Maryse Benech. 1975
- La Pie jolie avec des illustrations de Youri Vasnetsov (ru)
- Les Poupons du jardin d'acclimatation de Samouil Marchak. Illustré par Evgueni Ivanovitch Tcharouchine (ru). Traduit du russe par Alice Orane. 1954
- Le Soleil dans la steppe de Piotr Pavlenko. Traduit du russe par Georges Roux. 1951
- Le Souriceau et le crayon avec Le Coq et les couleurs de Vladimir Grigorievitch Souteiev (ru). 1950
- Tchouk et Guek d'Arkadi Gaïdar. Traduit par Marguerite Lienard. 1953
- Tiapa, Boris et la fusée de Marta Baranova et Evgueni Veltistov (ru). Illustré par E. Migounov et K. Rotov. 1962
- Timour et sa brigade par Arkadi Gaïdar. Traduit du russe par Antoinette Mazzi. 1946
- Les Trois Ours de Léon Tolstoï. Traduit du russe par Vera Gopner. Illustré par Vladimir Lebedev. 1952
- Une Joyeuse Famille de Nikolay Nossov. Traduit du russe par Stella Ajzenberg. Illustré par V. Konovalov. 1950
- Vassilissa la Belle. Contes et légendes russes. Traduit du russe par Antoinette Mazzi et illustré par E. Minaïev. 1974

### Ouvrages pour l'étude des langues
- L'Accent (en) russe de Vladimir Ivanovitch Klepko. Traduit du russe par N. Kadicheva
- Apprenons le russe de Nina Potapova
- Comment on prononce le russe de Margarita Ivanovna Matoussevitch (ru) et Nina Alexandrovna Chigarevskaïa, 1962
- Dictionnaire des fréquences de mots dans la langue russe moderne. Les 2500 mots les plus usuels à l'usage des professeurs de russe de Evy Steinfeldt. Traduit du russe par A. Diligenskaïa. 1969
- Exercices de syntaxe russe avec commentaires; la phrase complexe de V. S. Belavitskaïa-Khalizeva, G. V. Dontchenko, N. I. Formanovskaia, G. F. Lebedeva, E. I. Motina, L. S. Mouraviova. 1968
- Exercices de syntaxe russe; la phrase simple de V. S. Belavitskaïa Khalizeva, N. N. Beliakova, G. V. Dontchenko, D. I. Foursenko, S. A. Jijina, G. F. Lebedeva, L. S. Mouraviova. 1987
- Locutions idiomatiques françaises d'après le principe étymologique de A. A. Syreichtchikova. 1948
- Manuel de langue russe à l'usage des francophones de Valentina Ivanovna Ostapenko, Vera Nikolaevna Vaneeva, Tatiana Alexeeva Vichniakova. 1982
- Parlez russe de Sérafina Khavronina.
- Proverbes et dictons russes avec leurs équivalents français de B. Tougan-Baranovskaïa. 1942
- Le Russe manuel de langue russe à l'usage des Français de Nina Potapova, 1947, 1961, 1971

### Livres sur l'art
- Architecture de la Russie septentrionale par Igor Bartenev et Boris Fedorov. Traduit du russe par Alexandre Karvovski. 1971
- Architecture de la vieille Russie de Mikhaïl Tsapenko (ru). 1969
- L'Art de Palekh de V. Kotov
- L'Art photographique en URSS de I. K. Toupitsine. 1961
- Les Arts décoratifs populaires en Russie de Mikhaïl Iline. Traduit du russe par T. Bodko. Préface de I. Fomina. 1959
- Instants de bonheur de Stigneïev Valeri Timofeïevitch (ru). 1972
- Le Kremlin de Moscou. Palais des armures de Boris Alexandrovitch Rybako. Photographies de Karel Neubert. 1977
- Petrodvorets (voir Peterhof) de N. Fedorova et A. Raskine
- Trésors de l'ancienne Russie de B. Fabritski, I. Chmélev, Gueorgui Karlovitch Vagner. 1974
- Vassili Sourikov aperçu de son œuvre de Nikolaï Gueorguievitch Machkovtsev (ru). Traduit du russe par Yvonne Niss. 1960
- Vera Moukhina. Pensées d'un sculpteur de Vera Moukhina, 1953, 1960
- Vladimir, Bogolioubovo, Souzdal, Iouriev-Polski : à travers les vieilles cités russes de Nicolas Nikolaïevitch Voronine. Traduit du russe par Alexandre Karvovski et Véra Vlassenko. 1970

### Biographies et autobiographies
Classement par patronymes des personnes concernées.
- Souvenirs de Pauline Annenkoff. Traduit du russe par Corinne Macaze. 1988
- Alexeï Bach (ru) - Essai biographique écrit et traduit par Lidia Bach. 1959
- Taras Chevtchenko. Essai biographique. Gospolitizdat d'Ukraine d'Alexandre Deutsch et Maxime Rylski. Traduit du russe par I. Kotomkina
- René Descartes de Yakov Liatker. Traduit du russe par Alexandre Karvovski. 1980
- Dostoïevski de Leonid Grossman. Traduit du russe par Michèle Kahn. 1970
- Le Sceau du temps d'Ilya Ehrenbourg. Choix de textes d'A. Ouchakov. Traduit du russe par Antoine Garcia et alii. 1989
- Einstein de Boris Kouznetsov. Traduit du russe par Paul Krellstein. 1989
- Friedrich Engels de E. Stépanova. Traduit du russe par Léon Piatigorski. 1958
- Friedrich Engels, sa vie et son œuvre, documents et photographies de T. Béliakova, N. Ivanov, E. Krassavina. Traduit du russe par Alexandra Gaillard. 1987
- Engels (cf Friedrich Engels), sa vie, son œuvre de E. Kaudel, N. Koljinsky, Léonid Fedorovitch Llitchev, A. Malych. Institut de Marxisme Léninisme près le Comité Central du P.C.U.S. Traduit du russe par Geneviève Dupond et Olga Vassilievna Tatarinova. 1976
- Le Général de Gaulle de Nikolaï Moltchanov (ru). Traduit du russe par Corinne Macaze. 1988
- Gengis Khan de Vassili Ian. Traduit du russe par Michèle Kahn. 1967
- Alexandre Herzen, grand penseur et démocrate révolutionnaire russe d'Alexandre Herzen et G. Teriaïev. 1954
- Alexeï Alexeïevitch Ignatiev. Cinquante ans dans le rang en deux tomes Traduit du russe par Jean Champenois et Oleg Tarassenkov. 1972
- Lénine Vladimir Ilitch. Bref aperçu de sa vie et de son œuvre. Institut Marx - Engels - Lénine à Moscou. 1946
- Lénine. Sa vie et son œuvre. 1979
- Souvenirs sur Lénine de Lidia Alexandrovna Fotieva (ru). 1960
- Lénine tel qu'il fut, souvenirs de contemporains. 2 tomes. Traduit du russe par Alice Orane. 1958, 1959, 1965
- Nikolaï Ivanovitch Lobatchevski. Sa vie son œuvre. Essai de vulgarisation  de Veniamine Kagan, 1957
- Karl Marx. Notice biographique de E. Stépanova. Traduit du russe par Léon Piatigorski. 1960
- Karl Marx : sa vie, son œuvre. 1973
- Souvenirs sur Marx et Engels du Comité central du Parti communiste de l'Union soviétique. Traduit du russe par Robert Rodov et A. Roudnikov. 1953 (L'édition de 1983 contient une préface de l'Institut du marxisme-léninisme près le comité central du Parti communiste de l'Union soviétique)
- Dimitri Ivanovitch Mendeleïev. Sa vie et son œuvre de Oleg Nikolaevitch Pissarjevski (ru), 1955
- Souvenirs. Recueil d'articles autobiographiques de Ilya Ilitch Metchnikov. Traduit du russe par Léon Piatigorski. 1959
- Ivan Mitchourine, un grand transformateur de la nature de Andreï Arsentievitch Bakharev (ru), 1954
- Napoléon de Evgueni Victorovitch Tarle (ru). Traduit du russe par Jean Champenois. Avant propos de Claude Mazauric. 1957, 1990
- Napoléon Bonaparte de Albert Khakharovitch Manfred (ru). Traduit du russe par Geneviève Dupond et Patricia Champié. 1980
- Alicher Navoï (voir Mir Alicher Navoï) de Aïbek (ru) pseudonyme de Tachmoukhamedov Moussa (ru). Traduit du russe par Alice Orane. 1948
- Nicolas Ostrovski 1904-1936. Essai biographique de Sémione Trégoub. Traduit du russe par Vera Gopner. 1949
- Galina Oulanova de Boris Alexandrovitch Lvov-Anokhine (ru). 1975
- Souvenirs de Evgueni Paton, voir Yevhen Paton. 1958
- Ivan Pavlov sa vie et son œuvre de Ezras Asratian (ru), 1953
- Sergueï Rachmaninov de Nikolaï Danilovitch Bajanov. Traduit du russe par Antoinette Mazzi. 1974
- Romain Rolland de Tamara Lazarevna Motylova. Traduit du russe par Marc-Antoine Parra. 1976
- Fragments de ma vie de Martiros Sarian avec une préface d'Andreï Gontcharov. Traduit du russe par Henri Abril et Michel Rygalov. 1976
- Souvenirs et réflexions de Constantin Simonov. Traduit du russe par Louis Gaurin. 1974
- Socrate de Theocharis Kessidis (ru). Traduit du russe par Robert Rodov. 1982
- Constantin Stanislavski, 1863-1963 : l'homme, le metteur en scène, l'acteur Stanislavski et le théâtre mondial. Extraits de la correspondance de Stanislavski par Melik-Sakharov, Ch. Bogatyrev et N. Sointsev.. Souvenirs traduits du russe par Alice Orane et lettres par Cyrilla Falk. 1963
- Talleyrand de Evgueni Victorovitch Tarle (ru). Traduit du russe par Jean Champenois. 1958, 1960
- Constantin Tsiolkovski : sa vie, son œuvre d'Arcadi Alexandrovitch Kosmodemianski (ru). Traduit du russe par Victor Joukov. 1957
- Vladimir Vyssotski: L'homme, Le poète, L'acteur de Fiodor Denissov avec chansons et poèmes en version bilingue et photographies. 1990

### Sur laGrande Guerre patriotique
- L'Agonie du Troisième Reich de Guerman Leontievitch Rozanov. 1965
- Années de guerre 1941-1945 de Vassili Grossman. 1946
- La Bataille de Koursk sous la direction du major-général Ivan Vassilievitch Parotkine. Traduit du russe par Moïsséi Doljanski sous la direction de Louis Perroud. 1975
- Ciel de guerre d'Alexandre Pokrychkine. Propos recueillis par Anatoli Mefodievitch Khorounji (ru). Traduit du russe par Jean Champenois. 1969
- La Coalition anti-hitlérienne. La coopération diplomatique de l'URSS, des États-Unis d'Amérique et de l'Angleterre pendant la 2e guerre mondiale (1941-1945) de Victor Issraelyan (ru). Traduit du russe par Maurice Yourkévitch sous la rédaction de Michèle Kahn. 1971
- Le Crime méthodique. Documents éclairant la politique de l'Allemagne nazie en territoire soviétique de 1941 à 1944 sous la responsabilité de G. Zastavenko de l'Institut du Marxisme-Léninisme. 1963
- La Deuxième Guerre mondiale de Grigori Abramovitch Deborine
- La Deuxième Guerre mondiale. Étude politique et militaire sous la direction du général I. Zoubov
- La Forêt des Dieux de Balys Sruoga. Traduit du russe par Antoinette Mazzi. 1967
- Les Frères Ignatov de Piotr Karpovitch Ignatov (ru). 1945
- Les Généraux allemands avec Hitler et sans lui de L. A. Bezymenski. Traduit du russe par Victor Joukov
- La Grande campagne libératrice de l'armée soviétique de Andreï Gretchko, Alexeï Sergueïevitch Jeltov (ru), Ivan Konev, Matveï Zakharov. Traduit du russe par Léon Piatigorski et Franck Trannoy. 1975
- La Grande guerre nationale de l'Union soviétique : 1941-1945, aperçu historique de N. Anissimov, P. Bogdanov, E. Bogouch, E. Boltine, etc. Institut du marxisme-léninisme près le Comité central du Parti communiste de l'Union soviétique. Traduit du russe sous la direction de Louis Perroud. 1974
- J'étais radio chez les partisans d'Evdokia Moukhina. Traduit du russe par Jean Champenois. 1978
- La Libération : de Moscou à Berlin de Boris Polevoï, Constantin Simonov, Mikhaïl Anatolievitch Trakhman, Vsevolod Vichnevski. Photographies de Sémion Alpérine, Max Vladimirovitch Alpert, Anatoli Arkhipov, Dmitri Baltermants. Traduit du russe par Georges Cottelerc et Alexandre Karvovski. 1974
- La Marine soviétique en guerre. 1941-1945 de Nikolaï Guerassimovitch Kouznetsov. 1979
- Le Match de la mort d'Alexandre Borchtchagovski. Traduit du russe par Victor Joukov
- La Physionomie de l'armée hitlérienne de David Zaslavski
- Plus jamais Ravensbruck de Antonina Nikiforova avec une préface de Marie-Claude Vaillant-Couturier. Traduit du russe par Stella Ajzenberg. Préface de V. Levinson.1957
- Les Secrets de la Seconde Guerre mondiale de Grigori Abramovitch Deborine. Traduit du russe par Jacques Imbert. 1972
- Stalingrad. La bataille du siècle de Vassili Tchouïkov. Traduit du russe par Jean Champenois et Yvonne Plaud. 1982
- Ultimes messages. Lettres de soviétiques tombés dans la lutte contre le fascisme (1941-1949). Seconde guerre mondiale 1939-1945.
- Zoia et Choura de Lioubov Timofeevna Kosmodemianskaia, 1954

### Liste alphabétique des autres titres
- Les Abeilles. Les conquêtes de l'apidologie. La biologie des ruches (de la ruchée) de Iosif Khalifman (ru), 1955. Prix Staline 1951
- Abrégé d'histoire universelle en deux tomes d'Albert Zakharovitch Manfred (ru) avec Moïssei Alperovitch (ru), Alexandre Gouber (ru), M. Netchkina, S. Skazine. Traduit du russe par Mireille Lukosevicus. 1973, 1974-1975
- Académie du peuple de Guennadi Semionovitch Fish (ru), 1949
- Acier et Scorie de Vladimir Fiodorovitch Popov (ru), 1951
- Action biologique des radiations ionisantes, dosimétrie et application thérapeutique des substances radioactives de P. Kisselev, A. Kozlova, V. Pétrov, G. Stréline. 1954
- L'Afrique dans la politique et l'économie mondiale de Valentin Dmitrievitch Chtchetinine. Traduit du russe par Jean Champenois. 1971
- Afrique. Politique, économie, idéologie de Akhmed Akhmedovitch Iskenderov. Traduit du russe par Victor Joukov sous la rédaction d'Antoinette Mazzi. 1972
- Agrobiologie (Génétique, sélection et production des semences) de Trofim Lyssenko. 1953, 1963
- À l'aube des grands travaux de V. Galaktionov et Anatoli Agranovski (ru). 1953
- Alerte aux flottes de Nikolaï Guerassimovitch Kouznetsov. Traduit du russe par Jean Champenois. 1974
- L'Algèbre récréative, de Yakov Perelman. Traduit du russe par Ch Bir. Édition revue par V. Baltianski. 1959
- Allons voir la Kirghizie; notes de voyage de V. Vitkovitch
- Altitudes récit de Vladimir Alexeïevitch Tchivilikhine. Traduit du russe par Harold Lusternik. 1971
- Ambitions et méprises du Troisième Reich de Pavel Andreïevitch Jiline (ru). Traduit du russe par Victor Joukov et Michèle Kahn. 1972
- Les Amis du ciel de Mikhaïl Vodopianov. Traduit du russe par Victor Joukov. 1972
- L'Amitié stalinienne des peuples, gage de l'invincibilité de notre patrie de Nikita Khrouchtchev. 1950.
- L'Analgésie de l'enfantement (les succès de la médecine soviétique dans le domaine de l'anesthésie obstétricale) de Constantin Figournov (ru). 1955
- L'an 45 d'Ivan Koniev. Traduit du russe par Jean Champenois et Yvonne Plaud. 1983
- Apchéron de Mekhti Houssein. Une autre référence indique «Gousseine». 1955
- Aperçu d'histoire et d'économie de l'Université russe de l'Amitié des Peuples Patrice Lumumba
  - Tome 1 : Formations précapitalistes
  - Tome 2 : La Société capitaliste
  - Tome 3 : La Communauté primitive, la société esclavagiste, la société féodale
- À propos de l'éducation d'Anatoli Lounatcharski. Traduit du russe par Antoine Garcia pseudonyme d'Henri Abril, I. Iskhakov, Dominique Paris avec la collaboration d'Yvonne Plaud. Textes annotés par E. Dnieprov. Préface de Mikhaïl Prokofiev. 1984
- Arabesques sur glace de Stanislav Zhuk et A. Chéloukhine. Traduit du russe par Moïssei Doljanski et Michelle Paeschen. 1978
- L'Archéologie en URSS d'Aleksandr Mongaït (ru). Académie des sciences de l'URSS. Institut d'histoire de la culture matérielle. 1959
- L'Arctique d'après les dernières recherches soviétiques de Vassili Bourkhanov (ru). 1956
- L'Arctique telle qu'elle est de Boris Gorbatov. Nouvelles traduites du russe par Alice Orane. 1948
- L'Armée soviétique de B. Borissov et V. Riabov. Traduit du russe par Marc Raïski
- L'Arménie soviétique de A. Aslanian, A. Bagdassarian, S. Doulian, L. Valéssian. Traduit du russe par Michèle kahn. 1972
- Articles et discours 1941-1943 de Mikhaïl Kalinine. 1943
- Articles et pamphlets de Maxime Gorki. 1950
- L'Asie du Sud-Est : histoire, économie politique sous la direction de Vladimir Alexandrovitch Jarov, E. Kiamilev, Vladimir Alexandrovitch Tiourine. Traduit du russe par Michèle Kahn et Antoinette Mazzi. 1972
- L'Astronomie récréative de Yakov Perelman. 1958
- L'Atmosphère et sa vie de Nikolaï Vassilievitch Kolobkov. Traduit du russe par Ch. Bir. 1961
- L'Atome pacifique; la technique atomique en URSS et l'utilisation de l'énergie nucléaire à des fins pacifiques de P. Semenovski. 1956
- À travers l'Arménie soviétique de Mariette Chaguinian. 1955
- À travers l'histoire de la Russie de S. Alexeiev. 1975
- À travers l'Union soviétique de Nikolaï Nikolaïevitch Mikhaïlov (ru)). 1960
- L'Aube de la conquête du cosmos d'Alexandre Tchijevski. Traduit du russe par Alexandre Karvovski. 1978
- Au-delà de l'aventure de Valentin Dmitrievitch Berestov (ru). Traduit du russe par Serge Ghivaski.
- Au pays du Niémen de Gueorgui Mételski (ru). Traduit du russe par Harold Lusternik. 1959
- Au service du peuple de Kirill Afanassievitch Meretskov. Traduit du russe par Victor Joukov sous la direction de Louis Perroud. 1971
- Aux tournants cruciaux de l'histoire. Quelques leçons de lutte contre le Révisionnisme au sein du mouvement marxiste-léniniste de Sergueï Trapeznikov (ru). 1973
- L'Azerbaïdjan soviétique de Abduragim Mamediiaevitch Gadji-Zade
- Le Barreau soviétique d'Evgueni Borissovitch Laitsev et d'Arkadi Iossifovitch Poltorak (ru). Traduit du russe par Léon Piatigorski. 1960, 1966
- Bibliothèque de littérature étrangère
- Bibliothèque de littérature soviétique
- Bilan de l'exécution du plan d'État de relèvement de l'économie nationale de l'URSS, en 1949, communiqué de l'office central de statistique. 1950
- Bordé de glace : mission au Pôle sud d'Alexeï Fiodorovitch Trechnikov. Traduit du russe par Victor Joukov. 1960
- Boukhara, oasis du désert de Kyzyl Kum en Ouzbékistan, étape caravanière. 1982
- Le Cabinet de travail et l'appartement de Lénine au Kremlin de Zoia Andreevna Soubbotina, Lioudmila Ivanovna Kounetskaïa, Clara Alexandrovna Machtakova. 1964
- Calcul différentiel et intégral en deux tomes de Nikolaï Piskounov. 1980
- Le Camarade Staline, guide l'humanité progressive de Gueorgui Malenkov
- Le Camp du socialisme et le camp du capitalisme, discours prononcé le 10 mars 1950 d'Anastase Mikoyan. 1950
- Le Canal Lénine de navigation de la Volga au Don de V. Galaktionov. 1953
- Le Capital de Karl Marx en trois tomes : tome 1 Critique de l'économie politique; tome 2 Le procès de circulation du capital. 1972, 1982, 1983, 1984
- Le Capitalisme contemporain : nouvelles réalités et contradictions de Nikolaï Inozemtsev (ru). Traduit du russe par Louis Perroud. 1974
- Le Capitalisme du XXe siècle d'Eugène Varga. 1961
- Le Capitalisme monopoliste d'État de Victor A. Tcheprakov. Traduit du russe par Serge Glasov sous la direction d'Oleg Tarassenkov. 1969
- Le Caractère moscovite de Anatoli Sofronov avec En Amérique. Réponse au questionnaire d'une revue américaine de Maxime Gorki, Léna de Sergueï Antonov (ru), L'Enfance d'un héros d'Arkadi Perventsev (ru)
- Catégories et lois de la dialectique d'Alexandre Petrovitch Cheptouline. Traduit du russe par Jacques Lemagnen et Yvonne Plaud. 1978.
- Causeries politiques de E. Bougaiev, V. Evdolcimov, N. Filimonov, L. Llitchev
- Ce que la mobilisation totale a donné à l'Allemagne d'Eugène Varga. 1943
- Ce que nous devons à Lénine. Traduit du russe par Antoinette Mazzi. 1967
- C'est la vie qui triomphe, les héros de la science de Alexandre Charov (ru). Traduit du russe par Elli Bronina. 1955
- C'était il y a trente ans de Grigori Deborine. 1975
- Ceux qui écrivent pour les enfants. Traduit du russe par Vera Gopner et Léon Piatigorski
- La Chaîne de Pluton, l'arc de feu des Kouriles d'Evgueni Konstantinovitch Markhinine. Traduit du russe par Marina Arséniéva. 1971
- Chansons populaires de Poddoubri de Sergueï Antonov (ru). 1953
- Le Chemin du Cosmos. Le premier cosmonaute vous parle de Youri Gagarine, 1962
- Les Chemins d'une vocation. Notes d'un constructeur d'avions d'Alexandre Sergueïevitch Yakovlev. Traduit du russe par Olga Vassilievna Tatarinova. 1970
- Les Chiffres de base du développement de l'économie nationale de l'URSS pour 1959-1965. Rapport au XXIe congrès extraordinaire du Parti communiste de l'Union Soviétique le 27 janvier 1959 de Nikita Khrouchtchev. 1959
- La Chine et ses voisins dans l'antiquité et au Moyen Âge de Sergueï Leonidovitch Tikhvinski (ru) et Léonard Perelomov (ru). 1981
- La Chute du Second Empire et la naissance de la Troisième République en France d'Enna Adolfovna Jeloubovskaïa. Traduit du russe par Jean Champenois. 1959
- Le Cinéaste et son temps de Grigori Alexandrov. 1979
- Ve session du Soviet Suprême de l'URSS. Textes relatifs au désarmement et à l'interdiction des armes atomiques et à hydrogène, 1956
- La Classe ouvrière et le processus révolutionnaire mondial. Critique des conceptions bourgeoises et réformistes sous la direction de Alexandre Abramovitch Galkine (ru), Timour Timofeïevitch Timofeïev (ru), Vadim Zagladine. Traduit du russe par Jean-Jacques Rimasson, Clara Vassilieva avec la collaboration de Michelle Paeschen. 1978
- La Classification des sciences. Tome 1 : Friedrich Engels et ses prédécesseurs, tome 2 : De Vladimir Ilitch Lénine à nos jours de Boniface Mikhaïlovitch Kédrov (ru). Traduit du russe par Jacques Lemagnen et Philippe Comte. 1977
- La Collaboration économique de l'URSS avec les pays sous-développés de Victor Vladimirovitch Rymalov. Traduit du russe par Stella Ajzenberg. 1963
- Comment écarter la menace qui pèse sur l'Europe. Académie des sciences de l'URSS. Conseil scientifique pour l'étude des problèmes de la paix et du désarmement. Comité soviétique pour la sécurité et la coopération européennes. Traduit du russe par Alexandra Gaillard et Léonide Gourevitch. 1983
- Comment finissent les guerres : Récits et souvenirs de témoins d'Ivan Koniev, Elena Moïsseïevitch Rjevskaïa (ru), Soubbotine, Vichnevski. 1970
- Comment je perçois le monde. Journal d'une aveugle sourde-muette d'Olga Ivanovna Skorokhodova (ru) avec la collaboration de A. Mechtcheriakov. Traduit du russe par Myriam Fainbaum. 1976
- Comment l'homme est devenu un géant de Mikhaïl Iline et de Elena Alexandrovna Segal (ru). Traduit du russe par Marc Raïski. 1939
- Comment on falsifie l'histoire d'Andreï Ivanovich Eremenko. Traduit du russe par Louis Gaurin
- Comment on mesure le temps de Frederick Zavelski, 1959
- La Commune de Paris et la démocratisation de l'école; aperçu historique. Documents et matériaux réunis par S. A. Froumov
- La Commune de Paris et le marxisme de I. Bach, L. Golman, N. Kolpinski, B. Tartakovski. Traduit du russe par Marina Arséniéva. 1977
- La Commune de Paris, 1871 sous la direction d'Enna Jeloubovskaïa, Albert Manfred (ru), Alexandre Molok. Traduit du russe avec Louis Perroud. 1971
- Le Communisme de caserne : essai critique d'Alexandre Arzamastsev. Traduit du russe par Michelle Paeschen. 1976
- Le Communisme scientifique de Victor Afanassiev (ru). Traduit du russe par Michèle Kahn. 1967
- Le Communisme scientifique de Victor Grigorievitch Afanassiev (ru), Fiodor Mikhaïlovich Bourlatski (ru), Karen Nerséssovitch Broutents (ru) et Piotr Nikolaevitch Fédosseïev (ru). Traduit du russe par Jacques Lemagnen. 1974
- Conceptions non marxistes du socialisme et problèmes du progrès social en Asie et en Afrique. Traduit du russe par Louis Gaurin et Colette Kitachevski. 1978
- Les Conceptions sociales, politiques et philosophiques de Vissarion Belinski de Z. Smirnova. 1954
- Les Conceptions sociales, politiques et philosophiques de Nikolaï Dobrolioubov de Vladimir Semionovitch Kroujkov (ru). 1954
- Conférence de solidarité des peuples afroasiatiques. Le Caire 26 décembre 1957-1er janvier 1958. 1958
- Confrontations. Récit du voyage de Nikita Khrouchtchev aux États-Unis. 15-27 septembre 1959. 1960
- Le Congrès de La Haye de la Première Internationale, 2-7 septembre 1872. Procès-verbaux et documents (En appendice choix de textes et documents. Notes bibliographiques. Index) de l'Association internationale des travailleurs. Publié par l'Institut du marxisme-léninisme près le comité central du PCUS. 1972
- Le Congrès de Londres du Parti ouvrier social-démocrate de Russie. 1953
- Le Conseil général de la Première Internationale 1864-1866. La conférence de Londres 1865. Procès verbaux (En appendice choix de textes et documents. Notes bibliographiques. Index. Contient un choix de textes de Friedrich Engels) de l'Association internationale des travailleurs. Conseil général. Réunion 1864. Publié par l'Institut du marxisme-léninisme près le comité central du PCUS. 1972
- Le Conseil général de la Première Internationale 1866-1868. Procès-verbaux de l'Association internationale des travailleurs. Conseil général. Réunion 1864. Publié par l'Institut du Marxisme-Léninisme près le Comité Central du PCUS. 1972, 1973
- Le Conseil général de la Première Internationale 1868-1870 de l'Association internationale des travailleurs. Conseil général. Réunion 1864. Publié par l'Institut du marxisme -léninisme près le comité central du PCUS. 1974
- Le Conseil général de la Première Internationale 1870-1871. Procès verbaux (En appendice choix de textes et documents. Notes bibliographiques. Index. Contient un choix de textes de Friedrich Engels) de l'Association internationale des travailleurs. Conseil général. Réunion 1864. Publié par l'Institut du marxisme-léninisme près le comité central du PCUS. 1975
- Le Conseil général de la Première Internationale 1871-1872. (En appendice choix de textes et documents. Notes bibliographiques. Index. Contient un choix de textes de Friedrich Engels) de l'Association internationale des travailleurs. Conseil général. Réunion 1864. Publié par l'Institut du marxisme-léninisme près le comité central du PCUS. 1972 1975
- La Conspiration des égaux voir (Conjuration des Égaux) d'Ilya Ehrenbourg. 1987
- Constitution (loi fondamentale) de l'Union des Républiques Socialistes Soviétiques avec les modifications et additions approuvées par les 1re, 2e, 3e, 6e et 8e sessions du Soviet Suprême de l'URSS. 1945
- Constitution (loi fondamentale) de l'Union des Républiques Socialistes Soviétiques avec les modifications et additions adoptées par la VIIe session du Soviet Suprême de l'URSS, 4e législature. 1957
- Constitution (loi fondamentale) de l'Union des Républiques Socialistes Soviétiques avec les amendements et additifs adoptés par la IIIe session du Soviet Suprême de l'URSS, neuvième législature. 1976
- Constitution (loi fondamentale) de l'Union des Républiques Socialistes Soviétiques adoptée par la VIIe session extraordinaire du Soviet Suprême de l'URSS, neuvième législature , le 7 octobre 1977. 1977, 1982
- Contre le Réformisme de Karl Marx et de Friedrich Engels. 1983
- La Coopération des nations en URSS de E. Dounaé
- Correspondance de Karl Marx et Friedrich Engels de 1844 à 1895. 1971
- Coup d'œil sur l'URSS. Petit précis de géographie économique de Nikolaï Mikhaïlov. Traduit du russe par Harold Lusternik. 1960
- Cours de physique générale 2e édition de Guévorkian Chépel, 1966
- Cours d'hydraulique de Boris Borissovitch Nekrassov. Traduit du russe par G. Dountchevski
- La Crise monétaire du système capitaliste d'Alexéi Ivanovitch Stadnitchenko. Traduit du russe par Thierry Semo. 1975
- Les Cristaux de Marianna Petrovna Chaskolskaia. Traduit du russe par M. Rigalov. 1959
- La Croissance de la population et le problème alimentaire dans les pays en voie de développement de Larissa Alexandrovna Kniajinskaia. Traduit du russe par Michel Rygalov. 1959, 1980, 1983
- La Culture de la Russie de Kiev de Boris Dmitrievitch Grékov (ru). Traduit du russe par Robert Rodov. 1947
- Culture de nouvelles variétés d'arbres et arbustes fruitiers à partir de semences de Ivan Mitchourine, 1952
- Le Cycle économique : phénomènes nouveaux dans le développement économique du capitalisme de Stanislas Mikhaïlovitch Menchikov. Traduit du russe par Louis Perroud. 1976
- Les Dangers des explosions nucléaires de Alexandre Mikhaïlovitch Kouzine (ru). 1960
- Darwinisme et religion. La lutte idéologique en biologie de Grigorii Abramovitch Gourev, 1960
- Les Débuts de la Russie de Boris Rybakov. Traduit du russe par Antoinette Mazzi sous la direction de Michèle Kahn. 1966
- Décisions du Xe congrès des syndicats de l'URSS sur le rapport d'activité du Conseil central des syndicats de l'URSS, 27 avril 1949 de Conseil central des syndicats de l'URSS (Moscou). 1950
- Décisions du XXIe congrès extraordinaire du Parti communiste de l'Union Soviétique. 1959
- Découverte et exploration de l'Antarctique d'Alexeï Fiodorovitch Trechnikov. Traduit du russe par Léon Piatigorski et Antoinette Mazzi 1972
- Les Défilés aux trésors : quatre voyages au Caucase septentrional Dimitri Trounov. Traduit du russe par Léon Piatigorski. 1966
- De Harry Truman à Ronald Reagan, les hommes de la Maison-Blanche de Niкolaï Yakovlev (ru). Traduit du russe par Léonide Gourevitch. 1986
- De John Maynard Keynes à la synthèse néo-classique : étude critique de I. Ossadtchaia. Traduit du russe par Marina Vichnevskaia et Natalia Péressada. 1972, 1975
- De la Volga à Berlin. Récits recueillis par I. Danichevski. Traduit du russe par Victor Joukov. 1964
- De l'éducation. Articles et discours de Nadejda Kroupskaïa, 1958
- De l'ouvrage de Lénine : «Ce que sont les Amis du peuple et comment ils luttent contre les Social-Démocrates» de Mikhaïl Kalinine
- La Démystification : critique de la doctrine de l'«exclusivité américaine» de Guennadi Borissovitch Khromouchine. Traduit du russe par Jacques Lemagnen sous la direction de Geneviève Dupond. 1974
- Les Derniers jours de Pouchkine (cf Alexandre Pouchkine) d'Irakli Andronikov. Traduit du russe par T. Bodko. 1957
- Le Dernier traîneau : essai ethnographique de Rudolf Ferdinandovitch Its (ru). Traduit du russe par Antoinette Mazzi. 1968
- Désarmement : l'URSS propose. Textes officiels de Sergueï Kortounov (ru) et E. Potarkine. 1986
- Le Désarmement général et complet est une garantie de la paix et de la sécurité de tous les peuples de Nikita Khrouchtchev, 1962
- Les Descendants d'Orphée, anthologie. Traduit du russe par Ilya Iskhakov. 1987
- Des mesures tendant à assurer le développement de l'agriculture en URSS. Décision adoptée le 7 septembre 1953 par la session plénière du Comité Central du P.C.U.S. sur le rapport de Nikita Khrouchtchev. 1954
- Des mesures tendant à développer la circulation des marchandises et à améliorer l'organisation du commerce d'état, coopératif et kolkhozien d'Anastase Mikoyan, 1954
- Le Destin d'un ouvrier soviétique 1934-1972 d'Ivan Ivanovitch Goudov (ru). Traduit du russe par Igor Ochanine, Dora Sanadzé et Alain Slimane Taleb. 1978
- Les Destinées de la littérature russe : recueil de textes extraits de diverses revues et publications de 1908 à 1965 d'Anatoli Lounatcharski. Choix et préface d'Irina Lounatcharskaïa. Traduit du russe par Antoine Garcia. 1979
- Les Destinées historiques du réalisme de Boris Leontievitch Soutchkov. Traduit du russe par Yvan Mignot. 1971
- La Détente a-t-elle un avenir? Le point de vue de Moscou de Victor Kouznetsov. Traduit du russe par Léonide Gourevitch et Marc-Antoine Parra. 1983
- Le Développement de la pensée sociale en France au XVIIIe siècle de Viatcheslav Petrovitch Volguine (ru). Traduit du russe par Léon Piatigorski sous la rédaction de Jean Champenois. 1973
- Le Développement de la société socialiste; principes scientifiques de Grigorii Efimovitch Gléserman. Traduit du russe par Alexandre Karvovski. 1970
- Développement économique et planification à long terme de N. Fédorenko. Traduit du russe par Louis Perroud. 1974
- Dialectique et éthique en biologie d'Ivan Timofeïevitch Frolov (ru). Traduit du russe par Myriam Fainbaum et Yvonne Plaud. 1978
- Dialectique, logique, gnoséologie : leur unité à la lumière des idées de Lénine de Boniface Mikhaïlovitch Kedrov. Traduit du russe par Yvan Mignot. 1970
- Dialectique, logique, science : essai de recherche logique et gnoséologique de Pavel Vassilievitch Kopnine (ru). Traduit du russe par A. M. Pascal 1976
- Les Diamants de Yakoutie de Victor Ivanovitch Ossipov (ru). 1958
- Dictionnaire, économie politique de I. Faminski, A. Smirnov, M. Volkov. 1983
- Documents de la première internationale (voir Association internationale des travailleurs) : Le conseil général de la première internationale. Procès verbaux et documents
  - Tome 1 : du 5 octobre 1864 au 21 août 1866; la Conférence de Londres en 1865 paru en 1972.
  - Tome 2 : 1866-1868 paru en 1973.
  - Tome 3 : 1868-1870 paru en 1974.
  - Tome 4 : 1870-1871 paru en 1975.
  - Tome 5 : 1871-1872 paru en 1975.
  - Tome supplémentaire : Le Congrès de La Haye de la première internationale du 2 au 7 septembre 1872 de l'Institut du Marxisme Léninisme près le Comité central du Parti communiste de L'Union soviétique. 1972
- Documents de l'Office des affaires étrangères d'Allemagne. La politique allemande en Turquie 1941-1943. 1949
- Documents et matériaux se rapportant à la veille de la deuxième guerre mondiale des archives du ministère des affaires étrangères d'Allemagne provenant du ministère des affaires étrangères de l'URSS : tome 1 : novembre 1937-1938, tome 2 : archives Herbert von Dirksen. 1938-1939. 1948
- Documents relatifs au procès des anciens militaires de l'armée japonaise accusés d'avoir préparé et employé l'arme bactériologique, anonyme, 1950
- Documents sur les crimes d'Adolf Heusinger. Adolf Heusinger contre la paix, contre l'humanité, criminel de guerre. 1962
- La Douzième Olympiade d'échecs de Salo Flohr. 1957
- Les Drapeaux sur les tours d'Anton Makarenko. Traduit du russe par Jean Champenois. 1956
- Droit international contemporain. Recueil d'articles sous la direction de Grigorii Tounkine (ru). Traduit du russe par Léon Piatigorski sous la rédaction d' Yvan Mignot. 1972
- Le Droit international de l'espace sous la direction de A. Pradov. Traduit du russe par Alexandre Karvovski. 1976
- D'une centrale à l'autre d'Alexeï Alexandrovitch Oulessov (ru)
- Du sens des évangiles de Iossif Aronovitch Kryvelev (ru). Traduit du russe par Louis Gaurin
- L'Écho : livre de lecture russe, récits d'Alexandre Grine. Choix de textes d'O. Vichniakova. Traduit du russe par L. Morozova
- L'École chorégraphique du grand théâtre (Certainement du Bolchoï) d'Elena Botcharnikova et Mikhaïl Gabovitch (ru), 1958
- L'École d'échecs soviétique de Mikhaïl Ioudovitch et Alexandre Kotov, 1959
- L'École d'une danseuse de Galina Oulanova avec une préface de Margarita Ivanovna Fomina. Traduit du russe par Jean Champenois. 1954
- L'École soviétique et l'amour du travail. Le travail éducatif dans une école rurale de Vassili Soukhomlinski (ru). Traduit du russe par Michel Rygalov. 1962
- Écologie globale de Mikhaïl Boudyko. 1977, 1980
- L'Économie de guerre de l'Union soviétique pendant la guerre nationale de Nikolaï Voznessenski. 1948
- L'Économie nationale de l'URSS. Recueil statistique de l'office central de statistique près le conseil des ministres de l'URSS. 1957
- L'Économie politique du capitalisme de L. Afanassiev, N. Andréev, M. Arséniev. Traduit du russe sous la direction de Thierry Semo. Présenté par Elga Dorokhova. Publié sous la direction de M. Ryndina et G. Tchernikov. 1974
- Économie politique du communisme : essai méthodologique d'Alexéi Roumiantsev (ru). Traduit du russe par Alexandre Karvovski, Yvan Mignot, Maurice Yourkévitch. 1969
- Économie politique du socialisme. 1967
- Économie politique : le capitalisme sous la direction de Guenrikh Abramovitch Kozlov. Traduit du russe par Louis Perroud et Alain Slimane-Taleb. 1977
- Économie politique : le socialisme sous la direction de G. Kozlov. Traduit du russe par Jean Champenois avec Louis Perroud. 1977
- L'Écorce cérébrale et les organes internes de Constantine Bykov (ru), 1956
- L'Édification culturelle en URSS. Recueil statistique de l'office central de statistique près le conseil des ministres de l'URSS. 1958
- L'Éducation communiste, discours et articles choisis de Mikhaïl Kalinine. 1949, 1954
- L'Éducation nationale en URSS de Mikhail Mikhaïlovitch Déinéko
- Éléments de géologie : ouvrage de vulgarisation scientifique de Vladimir Obroutchev. Traduit du russe par Michel Rygalov. 1959
- Éléments d'esthétique marxiste de Ziss Avner. 1977
- Les Éléments radioactifs et leurs applications d'André Nesmeianov. 1957
- L'Empire des Qing et l'État russe au XVIIe de Vladimir Miasnikov (ru). 1985
- En Amérique de Maxime Gorki. 1949
- En avion vers la Yakoutie. Reportage illustré d'un voyage en Sibérie de Karl Staf. 1958
- L'Énergie de l'atome de Kirill Alexandrovitch Gladkov, 1951, 1960
- Les Enfants et les Bêtes d'Olga Perovskaïa. Traduit du russe par Antoinette Mazzi. 1966
- Les Enfants et le sport en URSS de M. Kondratiéva et V. Taborko. 1979
- L'Énigme des planètes de Gavriil Tikhov. Traduit du russe par Alexandre Karvoski 1947, 1966
- L'Énigme du moi de Félix Mikhaïlov (ru). 1981
- Les Énigmes de l'univers aujourd'hui d'Igor Ivanovitch Adabachev. Traduit du russe par Olga Vassilievna Tatarinova sous la direction de Michel Rygalov. 1975
- Les énigmes se dissipent, tome 1, première partie et tome 2, deuxième partie. Traduit du russe par Guy De Mégréditchian
- En marge des communiqués (Souvenirs de résistants soviétiques) d'Ivan Koulikov, Y. Plotnikov, B. Sakharov. Traduit du russe par M. Raïski.
- L'Environnement. Aspects internationaux de K. Ananitchev. Traduit du russe par Myriam Fainbaum. 1976
- Essais critiques de Vissarion Belinski. Traduit du russe par Antoine Garcia. Préface de V. Koulechov. 1976
- Essais critiques de Nikolaï Dobrolioubov. Traduit du russe par Catherine Emery sous la rédaction de Colette Kitachewski. 1976
- Essais critiques d'Alexandre Herzen. Traduit du russe par Antoine Garcia. Préface de S. Lischiner. 1977
- Essais critiques de Dmitri Pissarev. Traduit du russe par Harold Lusternik. Préface de I. Sorokine. 1976
- Essais critiques de Nikolaï Tchernychevski. Traduit du russe par Antoine Garcia. Préface d'Alexandre Lebedev. 1976
- Essais d'histoire de France du XVIIIe au XXe siècle. Recueil d'articles d'Albert Zakharovitch Manfred (ru) avec une introduction d'Elga Bykova. Académie des sciences de l'URSS, institut d'histoire. Traduit du russe par Jean Champenois. 1969
- Essais sur l'économie politique du capitalisme d'Eugène Varga. Traduit du russe par Maurice Yourkévitch. 1967
- Essais sur L'histoire des idées socialistes de l'Antiquité à la fin du XVIIIe siècle. Traduit du russe par Marc-Antoine Parra. 1981
- Essai sur Anton Tchekhov 1860 de Tchekhov. 1960
- Essai sur le développement de la conception moniste de l'histoire de Gueorgui Plekhanov et N. Beltov avec Gueorgui Plekhanov et son rôle dans la défense et l'explication de la philosophie marxiste de Vera Fomina. Traduit du russe par Lucia Galinskaia et Jean Joseph François Marie Cathala. 1956, 1973, 1974
- Esthétique marxiste et actualité de Constantin Mikhaïlovitch Dolgov (ru), Anatoli Grigorievitch Egorov (ru), M. Osiannikov, D. Stredni. 1972
- L'Estonie soviétique. Aperçu général de V. Droujinine, 1953
- L'État et le communisme de Fiodor Mikhaïlovitch Bourlatski (ru). Traduit du russe par Mikhaïl Katsovitch
- L'État-major général soviétique en guerre 1941-1945 de Sergueï Chtemenko. Traduit du russe par Jean Champenois. 1971
- L'État moderne et la politique de Fiodor Mikhaïlovitch Bourlatski (ru). Traduit du russe par Marina Arséniéva et Maurice Yourkevitch. 1979
- L'État soviétique et le droit de Victor Mikhaïlovitch Tchkhikvadzé (ru). Association soviétique des sciences politiques, Moscou URSS. Institut de l'État et du droit, Moscou. Traduit du russe par Léon Piatigorski sous la direction de Jacques Imbert. 1971
- L'État soviétique multinational de I. Anochkine, T. Bourmistrova, Guevorg Bagratovitch Garibdjanian (ru) et Mikhaïl Ivanovitch Koulitchenko. Traduit du russe par Nina Romanova, Clara Vassilieva sous la direction de Philippe Pintat.
- Les États-Unis et l'Europe occidentale : les relations économiques après la Seconde guerre mondiale d'Alexandre Vladimirovitch Kirsanov. Traduit du russe par Maurice Yourkévitch sous la rédaction de Michèle Kahn. 1972
- Éthique. Regards sur quelques doctrines éthiques de Alexandre Fedorovitch Chichkine (ru). Traduction de Vera Gopner 1950
- L'Étoile de Emmanouïl Guenrikhovitch Kazakevitch. 1948, 1949
- Les Étudiants de l'Université de Moscou de M. Mikrioukov. 1957, 1960
- L'Europe et les communistes de Gueorgui Khosroïevitch Chakhnazarov (ru), Nikolaï Vladimirovitch Chichline (ru), A. Ermonski, Y. Jiline sous la direction de Vadim Zagladine. 1977
- Evgueni Vakhtangov et son école de Boris Zakhava. Traduit du russe par Olga Vassilievna Tatarinova et une postface de Natan Vengrov (ru). 1973
- L'Exploit de Léningrad de V. Zoubakov et N. Kislitsine. 1983
- Exploitation des mines de Boris Ivanovitch Boky (ru), 1968
- Explorateurs d'îles fantômes; portraits de soviétiques contemporains d'Andréi Merkoulov. Traduit du russe par Victor Joukov. 1965
- Extraits des discours des années 1956-1963 de Nikita Khrouchtchev. 1963
  - Tome 1 : L'Impérialisme ennemi des peuples, ennemi de la paix
  - Tome 2 : Le Mouvement de libération nationale
  - Tome 3 : Prévenir la guerre est une tâche de première importance
  - Tome 4 : Socialisme et communisme
  - Tome 5 : Sur le mouvement révolutionnaire ouvrier et communiste
- Les Falsificateurs de l'histoire, notice historique. Bureau d'information soviétique. 1948
- Le Fascisme, ennemi le plus féroce de l'humanité de G. Alexandrov. 1943
- La fédération de Russie de E. Maslov. 1960
- La Femme d'aujourd'hui sous la direction de Nikolaï Alexandrovitch Kovalski et Elena Petrovna Blinova. Traduit du russe sous la direction de Louis Perroud. 1975
- La Femme en URSS. Conseil des ministres de l'URSS. Recueil statistique de l'office central des statistiques. 1960
- La Femme et l'enfant en URSS, recueil statistique de l'Office central de statistiques près le conseil des ministres de l'URSS. Traduit du russe par Michèle Kahn et C. Vassilieva. 1963
- Femmes d'hier et d'aujourd'hui de Larissa Kouznétsova. Traduit du russe par Hélène Karvovski et Marc-Antoine Parra. 1984
- Les Femmes soviétiques sous la direction de T. Sidorova. Traduit du russe par Victor Joukov sous le contrôle de Michelle Poulain. 1975
- Feodor Dostoïevski (1821-1881) de Vladimir Vladimirovitch Ermilov (ru). Traduit du russe par Léon Piatigorski. 1956
- Festival des arts en URSS (1967). Trois grandes manifestations artistiques annuelles : les Étoiles de Moscou du 5 au 13 mai à Moscou, les Nuits de Léningrad du 21 au 29 juin à Léningrad, l'hiver russe du 25 décembre au 5 janvier à Moscou -URSS. Ministère de la culture.
- Festival des arts en URSS : opéra, ballet, théâtre, musique, chœurs et danses, variétés, cirque de E. Vassilieva. 1969
- Les Fils de Voltaire en Russie. Les Décembristes et la France d'Eleonora Pavlioutchenko. 1988
- Les Forces armées de l'État soviétique d'Andreï Gretchko. Traduit du russe par Yvonne Plaud et Victor Joukov. 1977
- La Formation des scientifiques en URSS de C. Galkine. 1959
- La Formation du sous-développement passé, présent, futur d'Abdelaziz Belal et Youri Popov, 1987
- Fouilles et recherches archéologiques en URSS de D. Chélov, G. Fédorov-Davydov, E. Tchernykh, Valentin Yanine. Traduit du russe par Corinne Macaze. 1985
- France-Russie - France-URSS traditions d'amitié et de coopération d'Albert Zakharovitch Manfred (ru). Traduit du russe par Jean Champenois. 1974
- Le Gage de la paix de Vadim Sobko (ru), 1952
- Le Général d'armée Ivan Tcherniakhovski d'Akram Charipov. Traduit du russe par Jean Champenois et Yvonne Plaud. 1980
- La Genèse du capital de Karl Marx. Traduit de l'allemand par Joseph Roy.
- Le Génial capitaine de la grande guerre nationale de Kliment Vorochilov. 1950
- La Géochimie récréative d'Alexandre Fersman. Traduit du russe par Harold Lusternik. 1958
- Géographie de l'Union Soviétique : conditions naturelles, population, économie de Vadim Viatcheslavovitch Pokchichevski (ru). Traduit du russe par Michel Rygalov. 1974
- Géographie économique de l'URSS de N. Baranski. 1956
- Géographie économique de l'URSS : aperçu général, géographie de l'industrie, de l'agriculture, des transports d'Alexeï Lavrichtchev. Traduit du russe par Louis Gaurin. Préface de Victor Kouziakov. 1968
- Géographie économique des pays du monde de A. Artemieva, A. Kouznetsov, Gueorguii Mikhaïlovitch Lappo (ru), Vladimir Maksakovski (ru), R. Rakovski, I. Smidovitch, M. Solovieva. Traduit du russe par Léonide Gourevitch, Colette Kitachevski, Nina Romanova. 1987
- Géographie politique de l'URSS de N. Baranski. 1956
- La Géographie récréative d'Alexandre Fersman, 1958
- La Géorgie soviétique. Géographie, histoire et économie de l'Institut de Géographie de l'Académie des sciences de la R.S.S. de Géorgie
- Germinal et Prairial d'Evgueni Victorovitch Tarlé (ru). Traduit du russe par Jean Champenois. 1959
- Gracchus Babeuf à la veille et pendant la grande Révolution française 1785-1794 de Victor Moïsseevitch Daline (ru). Traduit du russe par Jean Champenois. Introduction d'Inna Borissova. 1976. 1987
- Le Grand animateur et organisateur des victoires du communisme de Lavrenti Beria. 1950
- Le Grand architecte du communisme d'Anastase Mikoyan. 1950
- La Grande Révolution française du XVIIIe siècle de Albert Manfred (ru). Traduit du russe par Jean Champenois. 1961
- La Guerre derrière les barbelés, 1959
- La Guerre du Nord et l'invasion suédoise en Russie en deux tomes d'Evgueni Victorovitch Tarlé (ru). Traduit du russe par Jean Champenois. 1966
- Guerres et populations de Boris Ourlanis (ru). Traduit du russe par Victor Joukov et Olga Vassilievna Tatarinova. 1972
- Guide de la protection des oiseaux utiles de Constantin Nikolaïevitch Blagosklonov. 1968
- L'Habitat en URSS de S. Toutoutchenko. 1960
- Le Haut Barrage d'Assouan d'Ivan Komzine (ru)
- L'Heure du choix de Mikhaïl Bontch-Brouevitch (ru). Traduit du russe par Victor Joukov. 1966
- Histoire de la Chine. Les temps modernes (De la Dynastie Qing à la Première Guerre mondiale) sous la direction de Sergueï Leonidovitch Tikhvinski (ru), 1983
- Histoire de la dialectique marxiste : étape léniniste sous la direction de Gueorgui Alexeïevitch Koursanov. Traduit du russe par Dora Sanadzé, Marina Arsénieva avec la collaboration d'Alain Slimane-Taleb. 1978
- Histoire de la diplomatie sous la direction de Vladimir Potiomkine : tome 1 et tome 2 : La diplomatie des temps modernes (1872-1919) de V. Khvostov et Isaac Mints (ru). 1948
- Histoire de la France de la Révolution de 1789 à la fin de la Première Guerre mondiale de Victor Moïsseïevitch Daline (ru), Albert Khakharovitch Manfred (ru), Vadim Zagladine. Académie des sciences de l'URSS. Institut d'histoire universelle. Traduit du russe par Geneviève Dupond et Corinne Macaze. 1978
- Histoire de la France. De 1917-1918 aux années soixante-dix de Albert Khakharovitch Manfred (ru). 1980
- Histoire de la France. Des origines à 1789 de Victor Moïsseïevitch Daline (ru), Albert Khakharovitch Manfred (ru), S. Pavlova, Sergueï Skazhine (ru), Vadim Zagladine. Académie des sciences de l'URSS. Institut d'histoire universelle. Traduit du russe par Geneviève Dupond et Maryse Benech. 1978
- Histoire de la guerre civile en URSS. Tome 1 : Préparation de la grande révolution prolétarienne, du début de la guerre au début d'octobre 1917 de Maxime Gorki, Viatcheslav Molotov, Kliment Vorochilov, Sergueï Kirov, Andreï Jdanov, Joseph Staline. Traduit du russe par Alice Orane et Georges Roux. Tome 2 : La grande révolution prolétarienne (octobre novembre 1917) de Gueorguii Alexandrov (ru), Iemelian Iaroslavski, Isaac Mints (ru), Piotr Pospelov, Maxime Gorki, Viatcheslav Molotov, Joseph Staline. Traduit du russe par Alice Orane et A. Roudnikov. 1946
- Histoire de la logique de Alexandre Ossipovitch Makovelski (ru). 1978
- Histoire de l'Antiquité de Vladimir Nikolaïevitch Diakov (ru) et Sergueï Ivanovitch Kovalev (historien) (ru). 1970, 1973
- Histoire de la politique extérieure de l'URSS 1917-1945 d'A. Bérezkine, , V. Issraélyan, I. Ivachine, . Traduit du russe par Oleg Tarassenkov. 1971
- Histoire de la politique extérieure de l'URSS 1945-1970 sous la direction d'Andreï Gromyko, Vladimir Mikhaïlovitch Khvostov (ru),Boris Nikolaïevitch Ponomariov (ru) avec la collaboration de A. Alexandrov, Anatoli Ivanovitch Blatov (ru), Anatoli Dobrynine et Valentine Mikhaïlovitch Faline (ru). Traduit du russe par Marina Arséniéva sous la direction de Thierry Semo. 1974
- Histoire de la Révolution d'Octobre de Efim Guilevitch Guimpelson, Petr Nikiforovitch Sobolev, Guerman Antonovitch Troukan. Traduit du russe par Marc-Antoine Parra. 1977
- Histoire de la société soviétique de Vitali Semenovitch Leltchouk, Youri Alexandrovitch Poliakov, Anatoli Sergueïevitch Protopopov. Traduit du russe par Mireille Lukosevicus. 1972
- Histoire de l'Inde de Koka Alexandrovna Antonova (ru), Grigori Bongard-Levine, Grigori Grigorevitch Kotovski (ru). Traduit du russe par Catherine Emery et Marc-Antoine Parra. 1979
- Histoire de l'URSS de Sergueï Bakhrouchine, Konstantine Vassilievitch Bazilevitch (ru), A. Foght sous la direction d'Anna Mikhaïlovna Pankratova. Traduit du russe par Elli Bronina et Victor Joukov. 1948, 1963
- Histoire de l'URSS. 1964
- Histoire de L'URSS de l'antiquité à nos jours. Académie des sciences de L'URSS. Institut d'histoire. Comité de rédaction : I. Smirnov, rédacteur en chef, M. Viatkine, N. Nossov. Traduit du russe par Harold Lusternik, Elli Bronina, Anne Carrive sous la direction d'Igor Ochanine. 1967, 1977, 1987
  - Tome 1 : De l'Antiquité à la Révolution d'Octobre
  - tome 2 : De la Révolution d'Octobre à nos jours.
- Histoire du Moyen Âge de Meri Lazarevna Abramson et de Aaron Gourevitch. Traduit du russe par Olga Vassilievna Tatarinova. 1976
- Histoire du Parti communiste bolchévik de l'URSS. Précis rédigé par une commission du comité central du Parti communiste bolchévik de l'URSS approuvé par le Comité central du Parti communiste bolchévik de l'URSS. 1939, 1946, 1947. 1949, 1971 (fac similé)
- Histoire du Parti communiste de l'Union Soviétique sous la direction de Boris Nikolaïevitch Ponomariov (ru). 1952, 1960, 1961
- Histoires vraies, récits sur la jeunesse soviétique Traduit du russe par Stella Ajzenberg et Victor Joukov
- L'Historiographie romantique française 1815-1839. Traduit du russe par B. Réizov. 1962
- L'Homme après le travail. Les problèmes sociaux de la vie quotidienne et du temps hors travail d'après l'étude budget-temps des ouvriers des grandes villes de la partie européenne de l'URSS de Léonid Abramovitch Gordon (ru) et Edouard Victorovitch Klopov. Traduit du russe par Michelle Paeschen, Anne-Marie Pascal et Fabienne Marienhoff. Introduction d'Elga Dorokhova. 1976
- L'homme et l'environnement : conditions extrêmes de vie de V. Volovitch. Traduit du russe par Elli Bronina et Colette Kitachevski. 1983
- Hommes et idées de Victor Moïsseïevitch Daline (ru). Traduit du russe par Robert Rodov. 1983
- Les Hommes, la Science, la Société de Guéorgui Chakhnazarov et Vladimir Soukhodeev. 1966
- Homme société et environnement : aspects géographiques de l'exploitation des ressources naturelles et de la sauvegarde de l'environnement de L. Abramov, Innokenti Petrovitch Guerassimov (ru), L. Kounitsyne, N. Léontiev. Académie des sciences de l'URSS. Institut de géographie. Traduit du russe par Alexandre Karvovski. 1975
- L'Honneur d'être un homme de Iouri Pilar (ru). 1966
- Hymne de l'Union soviétique. Paroles de Sergueï Mikhalkov et Gabriel El-Registan. Musique d'Alexandre Vassilievitch Aleksandrov. 1944
- Les Idées communistes pendant la grande Révolution Française de Abgar Ioannissian. Ouvrage couronné par l'académie soviétique du prix Volguine en 1974. 1984
- Les Idées de Lénine et les relations internationales contemporaines de Dmitri Georgievitch Tomachevskii. Traduit du russe par Jean Champenois. 1974
- Idéologie et tactique de l'anticommunisme (Mythes et réalités) de Lev Skvortsov (ru). 1969
- L'Impérialisme allemand : passé et présent d'Arkadi Samsonovitch Eroussalimski. Traduit du russe sous la rédaction de Mireille Broudeur. 1970
- L'Individu en URSS de G. Smirnov. 1975
- Initiation au Matérialisme dialectique et au Matérialisme historique de Yehoshua Yakhot et Alexandre Gueorguievitch Spirkine (ru). Traduit du russe par Vera Gopner et Thierry Semo. 1973
- Institut Marx-Engels-Lénine, près le comité central du parti communiste (bolchevik) de l'U.R.S.S
- L'Instruction publique en URSS de Mikhaïl Ivanovitch Kondakov (ru)
- L'Instruction publique en URSS d'Evgueni Nikolaïevitch Medynski. Traduit du russe par Robert Rodov. 1954
- L'Insurrection armée d'Octobre à Petrograd. Souvenirs des révolutionnaires de 1917, recueil préparé par S. Kniazev et A. Constantinov. 1958
- L'Intégration Ouest-européenne : politique et relations internationales de V. Kniajinski. 1984
- Introduction à la théorie de la preuve judiciaire d'Alexeï Ivanovitch Troussov. Traduit du russe par Léon Piatigorski.
- Introduction au Matérialisme historique de O. Yakhot (voir Yehoshua Yakhot). Traduit du russe par Jean Champenois. 1972
- Ivan Chadr de Yuri Kolpinsky. 1953
- Jean-Jacques Rousseau, Honoré Gabriel Riqueti de Mirabeau, Maximilien de Robespierre, trois figures de la révolution d'Albert Manfred (ru). Traduit du russe par Geneviève Dupond. 1986
- J'étais sous-marinier d'Ivan Kolychkine (ru). 1967
- Le Jeune Marx de Nikolaï Lapine (ru). Traduit du russe par Nina Romanova, Dora Sanadzé avec la collaboration d'Yvonne Plaud. 1980
- La Jeunesse d'une science : la pensée économique avant Marx d'Andréï Vladimirovitch Anikine (ru). Traduit du russe par Vladimir Glazov. 1975
- Joseph Staline essai biographique de Gueorgui Fiodorovitch Alexandrov (ru) et M. R. Galaktionov, Vladimir Sémionovitch Kroujkov (ru), Marc Borissovitch Mitine (ru), V. D. Motchalov, Piotr Nikolaïevitch Pospelov. Institut Marx-Engels-Lénine à Moscou, 1945, 1947, 1949
- Journal, lettres à ses proches de Félix Dzerjinski, 1959
- Les Jours et les nuits du Vietnam. Journal de voyage de Serguéï Vyssotskl et Ilya Glazounov. Traduit du russe par Antoinette Mazzi. 1973
- Karaganda : Au pays des soviets de Sabit Mikhanovitch Moukanov (ru), 1954
- Karl Marx - Friedrich Engels - Vladimir Ilitch Lénine. 1954
- Karl Marx, Friedrich Engels, Vladimir Ilitch Lénine vous parlent du communisme scientifique. 1967
- La Kazakhie soviétique par Petr Martinovitch Alampiev. Traduit du russe par Victor Joukov. 1958
- Le Keynesianisme aujourd'hui; théorie et politique économique de I. Ossadtchaïa
- Khrouchtchev vous parle. Discours, entretiens, interviews sur les problèmes de politique internationale de Nikita Khrouchtchev. 1958
- Kliment Timiriazev. La science st ses hommes de G. Platonov. 1966
- Les Koukryniksy. Leçon d'histoire de Samouil Marchak, Mikhaïl Kouprianov, Porfiri Krylov, Nikolaï Alexandrovitch Sokolov. 1946
- Laboratoires dans l'espace de Gueorgui Borissovitch Jdanov et Igor Pavlovitch Tindo. Traduit du russe par V. Polonski. 1962
- Lénine, collectif, 1945
- Lénine et la Révolution d'Octobre de Albert Rhys Williams. Traduit du russe par Victor Joukov. 1967
- Lénine et les forces armées soviétiques par A. Baranov, S. Baranov, A. Iovlev sous la direction de Alexeï Sergueïevitch Jeltov (ru). 1974
- Lénine, la révolution et notre époque de Youri Krassine (ru). 1971
- Lénine, L'homme, le camarade. Recueil composé par N. Bytchkova, R. Lavrov, I. Roussanova. Préface de Nikolaï Pogodine. 1964
- Le Léninisme et la Chine moderne de E. Kovalev, Vassili Iakovlevitch Sidikhmenov, Mikhaïl Iossifovitch Sladkovski. Académie des sciences de l'URSS. Institut de l'Extrême Orient. 1974
- Léon Tolstoï vu par lui-même et ses contemporains. Textes réunis par Lidia Dmitrievna Gromova-Opoulskaïa (ru). Traduit du russe par Myriam Fainbaum. Préface de K. Lomounov. 1977
- Lettre ouverte du Comité central du Parti communiste de l'Union soviétique aux organisations du Parti et à tous les communistes de l'Union soviétiquer du Parti communiste de l'Union soviétique. Comité central. 1963
- Lettres de correspondants étrangers à Vladimir Ilitch Lénine. Textes rassemblés par K. Bogdanova, A. Yakouchina sous la direction de V. Anikeiev et A. Soloviev. Traduit du russe par Robert Giraud et Marina Arséniéva. 1969
- Lettres, souvenirs, documents de Vladimir Ilitch Lénine et Maxime Gorki
- La Liberté de l'individu en URSS de G. Anachkine et N. Babine. 1969
- Linguistique et poétique. Choix de textes, dont un texte de Youri Lotman. Préface de V. Grigoriev et notices de V. Mazo. Traduit du russe par Antoine Garcia. 1981
- La liquidation de l'analphabétisme en URSS de Mikhaïl Nikitovitch Zinoviev et Plechakova Alexandra Vladimirovna
- La Littérature soviétique : les problèmes et les hommes de Korneli Lioutsianovitch Zelinski. Traduit du russe par Mireille Broudeur et Marina Arséniéva. 1973
- La Littérature soviétique. Revue mensuelle. 1946, 1958
- Littérature soviétique. Les problèmes et les hommes de Korneli Zelinski (ru). 1973
- Littérature soviétique pour l'enfance et l'adolescence
- Littoral caucasien de la Mer Noire. Guide de Gueorgui Khoutsichvili (ru). Traduit du russe par Evgueni Avrorine. 1980
- Le Littoral soviétique de la Mer Noire. 1957
- Le livre au service de la paix, de l'humanisme et du progrès de l'Organisation des Nations unies pour l'éducation, la science et la culture. Conférence du 12 au 15 septembre 1972 à Moscou. Rédacteurs : B. Kanevski, Vladimir Alexandrovitch Serov; V. Naïdenov, N. Solovieva. 1974
- Le Livre des parents d'Anton Makarenko et Galina Stakhievna Makarenko. Traduit du russe par Jean Champenois. 1950, 1953, 1966
- Le Livre soviétique d'Efim Semionovitch Liechtenstein et Nikolaï Mikhaïlovitch Sikorski (ru), Alexandre Ivanovitch Pouzikov. Introduction de Boris Ivanovitch Soukaline
- Les Lois de l'évolution sociale de Grigori Efimovitch Gleserman
- Ludwig Feuerbach et la fin de la philosophie classique allemande de Friedrich Engels. 1946
- La Lutte des partisans selon les auteurs classiques du marxisme-léninisme : recueil de matériaux préparé par R. Koniouchaïa. Rédaction de Boris Nikoolaïevich Ponomarev (ru). 1945
- Lutte idéologique et relations internationales, doctrines, méthodes et organisation de la propagande politique de l'impérialisme de Gueorgui Arkadievitch Arbatov (ru). Traduit du russe par Alexandre Tarassevitch-Skrylnikov. 1973, 1974
- Makarenko, l'homme, l'éducateur. Articles, causeries, souvenirs de Klavdia Boriskina, Maxime Gorki, Sémion Kalabaline, Galina Makarenko, Efime Roitenberg, Korneï Tchoukovski, Frida Vigdorova, Laxéi Zemlianski. Traduit du russe par Jean Champenois. 1964
- Manuel d'économie politique de P. Nikitine. 1961
- Marxisme-Léninisme sur la guerre et l'armée de J. Djioube, N. Souchko, Stépan Andreevitch Tiouchkevitch. Traduit du russe par Geneviève Dupond, Natalia Péressada et Marina Vichnevskaïa. 1976
- Le Matérialisme dialectique et les sciences de la nature de Kh. Fataliev. 1975
- Le Matérialisme historique : essai sur la théorie marxiste de la société de Matveï Iakovlevitch Kovalzon et Vladislav Kelle (ru). Traduit du russe par Léon Piatigorski et Alexandre Karvovski. 1972
- Maxime Gorki parmi nous, scènes de la vie littéraire de Konstantine Alexandrovitch Fédine. Traduit du russe par Antoinette Mazzi. 1971
- La Médecine soviétique en lutte contre les maladies mentales de Léon Lazarevitch Rokhline (ru). Traduit du russe par Elli Bronina. 1958
- Mémento du plan septennal (1959-1965) sous la direction de Stanislas Goustavovitch Stroumillo-Petrachkevitch connu sous le nom de Stanislav Stroumiline
- Mémento grammatical de la langue russe d'I. M. Poulkina. Traduit du russe par Ilza Maximilianovna et A. Vinogradova. 1992
- Mémoires - La Sirène de l'usine - Le sens de la Patrie de Léonid Brejnev. 1962
- La Mère de Vladimir Ilitch Lénine de Rosa Aronovna Kovnator. 1944
- Mes élèves de Boris Afanassïevitch Eder (ru). Traduit du russe par T. Bodko. Postface de A. Napalkov. 1940, 1953
- Mes souvenirs de Dimitri Nikolaïevitch Priachnikov (ru), 1959
- Micro-milieu et personnalité de Y. Sytchov. Traduit du russe par Myriam Fainbaum. 1977
- Microstructure de la lumière de Sergueï Vavilov, 1950, 1960
- Mikhaïl Lermontov, un héros de notre temps . Mikhaïl Lermontov traduit du russe par R. Rodov. Illustrations de D. Chmarinov.
- Mikhaïl Lomonossov de Boris Koudriavtsev, 1956
- 1860-1960. Essais sur Anton Tchekov de V. Kalganov. Traduit du russe par Alexeï Sezeman et Mikhaïl Chtchetinski. 1960
- 1905; le prologue d'Evguenia Nikitina et Boris Lapchine. 1979, 1990
- 1917 en Russie, la révolution mois par mois de Albert Pavlovitch Nenarokov. 1977, 1987
- 1789 en Russie de Natan Iakovlevitch Eidelman (ru). Traduit du russe par Corinne Macaze. 1989
- Les Millions de Privalov de Dmitri Mamine-Sibiriak. Traduit du russe par Jean Champenois. 1960
- Les Mineurs français vous parlent, 1953
- Le Miracle de l'Asie centrale. Académie des sciences de l'U.R.S.S., Institut de philosophie. Traduit du russe par Antoinette Mazzi et Léon Piatigorski. 1970
- Mission Kazyr de Vladimir Alexeïevitch Tchivilikhine (ru). Traduit par Vera Gopner.
- Mission secrète d'Alexandre Alexandrovitch Loukine (ru) et Dimitri Polianovski. Traduit du russe par Michèle Kahn. Illustré par Nicolas Grichine. 1966, 2006
- Le Mode de vie soviétique dans les années quatre-vingt de B. Rakitski. 1981
- Mon chemin de Fiodor Fedorovitch Soprounov. 1985
- Mon chemin dans la science de Vladimir Filatov, 1957
- Mon Daghestan de Rassoul Gamzatov. traduit du russe par Antoinette Mazzi. 1971
- Le Monde des isotopes de Vladimir Mezentsev (ru). Traduit du russe par V. Pavlov. 1960
- Mon métier, marionnettiste, de Sergueï Obraztsov. Traduit du russe par O. Volkov. Préface de S. Telengater. 1950, 1960, 1981
- Moralistes français du XVIIe siècle : Blaise Pascal, Jean de La Bruyère, François de La Rochefoucauld de Tatiana Khatissova. 1967
- Le Mouvement communiste international, essai de stratégie et de tactique de Vadim Zagladine. Traduit du russe par Colette Kitachevski. 1978
- Le Mouvement révolutionnaire international de la classe ouvrière de A. Arzoumanian, E. Kouskov, Boris Ponomariov (ru), T. Timofeïev. 1967
- Le Mur invisible recueil comprenant Pilotes d'essai d'Anatoli Agranovski, Plus haut toujours plus haut de Sergueï Anokine, Épreuves de vol de Marc Gallaï (ru). Traduit du russe par Irène Ghivaski et Maurice Décaillot.
- La Musique soviétique de Ludmila Poliakova. Traduit du russe par Georges Jacobi. 1961
- La Nationalisation socialiste de l'industrie de Vladimir Vinogradov. Traduit du russe par Victor Joukov. 1969
- La Nature du Trotskisme contemporain de Mikhaïl Basmanov. Traduit du russe par Marina Arséniéva sous la rédaction de Myriam Fainbaum. 1973
- Né dans la tempête : pages d'histoire du Komsomol de Tamara Vladimirovna Gromova et Galina Solomonovna Ronina. Traduit du russe par Victor Joukov et Léon Piatigorski 1969
- Le Néo-colonialisme de Vassili Vassilievitch Vakhrouchev né en 1923 car il existe un homonyme né en 1902. 1974
- Le Néo-fascisme idéologique et politique de Andréi Riabov (ru). 1987
- Neutralisme et actualité de Yakov Etinguer (ru) et Ovanes Melikian. Traduit du russe par Victor Joukov
- Nikolaï Joukovski fondateur des sciences aéronautiques de S. Strijevski. Traduit du russe par A. Eliner. 1958
- Nos rencontres avec Lénine de Thomas Bell, Marcel Cachin, F. Furnberg, William Gallacher, Fritz Heckert, Vassil Koralov, Robert Minor, Gaston Monmousseau, Wilhelm Pieck, Katayama Sen, Clara Zetkin. 1939
- Notes de Méthode pour l'histoire du Français de M. Cohen. 1958
- Notes d'un acteur soviétique de Nikolaï Tcherkassov. Traduit du russe par Vera Gopner. 1958
- Notes d'un commandant du Kremlin de Pavel Malkov (ru). Traduit du russe par Marina Arséniéva
- Nous autres soviétiques de Boris Polevoï. Illustré par V. Chtcheglov. Prix Staline 1948. 1949
- Le Nouvel essor de l'économie nationale de l'URSS dans la période quinquennale d'après-guerre de Semen Gourévitch et S. Partigoul
- Novossibirsk. 1971
- Nuées sur la ville, histoire vraie de Porfiri Porfirevitch Gavroutto. Traduit du russe par Vera Gopner. 1960
- L'OBKOM clandestin à l'œuvre de AlexeÏ Fiodorovitch Fiodorov, 1949. (L'OBKOM est l'organisation du parti communiste de l'Union Soviétique)
- L'Océan mondial : géographie économique. 1979
- L'œil et le soleil (la lumière, le soleil et la vue) de Sergueï Vavilov. 1955
- Œuvres en trois tomes d'Anton Makarenko. Traduites du russe par Jean Champenois. 1967, 1975, 1977, 1978
  - tome 1 : Le Poème pédagogique
  - tome 2 : Les Drapeaux sur les tours,
  - tome 3 : Le Livre des parents écrit en collaboration avec son épouse Galina Stakhievna Makarenko et articles sur l'éducation.
- Œuvres choisies en deux volumes. Vladimir Ilitch Lénine, Joseph Staline. 1943 1re édition, 1946, 1953
- Œuvres choisies de Karl Marx et de Friedrich Engels en deux volumes avec Bourgeoisie et contre révolution, Travail salarié et Capital, Le 18 Brumaire de Louis Bonaparte, Salaire, prix et profit (voir Salaire, prix et plus-value), Critique du programme de Gotha de Karl Marx et

Introduction à la Dialectique de la nature, Le Rôle du travail dans la transformation du singe en homme, L'Origine de la famille, de la propriété privée et de l'état de Friedrich Engels. Institut du Marxisme-Léninisme près le Comité Central du PCUS. 1955, 1970
- Œuvres choisies de Karl Marx et de Friedrich Engels en un volume avec Thèses sur Feuerbach, Travail salarié et Capital, La Guerre civile en France de Karl Marx et La Question paysanne en France et en Allemagne de Friedrich Engels. 1968, 1975, 1978, 1979
- Œuvres choisies d'Ivan Mitchourine. Préface de P. Iakoulev. 1949, 1951
- Œuvres choisies de Constantin Ouchinski (ru). 1975
- Œuvres choisies d'Ivan Pavlov sous la direction de Kh. Kochtoïantz, membre correspondant de l'Académie des Sciences de l'URSS. 1954
- Œuvres choisies d'Hovhannès Toumanian. Traduit du russe par Jean Champenois. 1969
- Œuvres philosophiques de Gueorgui Plekhanov. Au moins 5 tomes traduits du russe par Lucia Cathala et Jean Joseph François Marie Cathala. 1974, 1983
  - Tome 1 : Socialisme et lutte politique, Nos controverses, Textes divers 1883-1893, Essai sur le développement de la conception moniste de l'histoire. En annexe Gueorgui Plekhanov et son rôle dans la défense et l'explication de la philosophie marxiste par Vera Fomina.
  - Tome 3 : Traduit du russe par Philippe Comte, J. Ducroux et Geneviève Dupond. 1981
- Œuvres philosophiques et psychologiques choisies d'Ivan Setchenov. Traduit du russe par Elli Bronina. Commentaires de S. Guellerstein. 1957
- Olympiade 80 n° 34. 1980
- On nous a fusillés en 42 de Mikhaïl Parkhonov
- Organisation de la propagande du Parti à la suite de la publication du «Précis d'histoire du parti communiste (bolchévik) de l'URSS». 1939
- L'Organisation de l'industrie et de la construction en U.R.S.S.. Traduit du russe par Victor Joukov. 1971
- L'Organisation des services de la santé publique et la protection de la maternité et de l'enfance de Maria Kovriguina (ru). 1956
- Organisation et gestion de Germain Mikhaïlovitch Gvichiani (ru). Traduit du russe par Marina Vichnevskaïa sous la direction de Louis Perroud. 1974
- L'Organisation sociale et politique de l'URSS de Viatcheslav Karpinski (ru). 1952
- L'Organisation territoriale de l'économie de l'URSS de Nikolaï Nikolaïevitch Nekrassov (ru). Traduit du russe par Victor Joukov. 1975
- L'Origine de la famille, de la propriété privée et de l'État de Friedrich Engels. 1976
- L'Origine de la Terre et des planètes de Boris Ioulevitch Lévine. 1958
- L'Origine de la vie d'Alexandre Oparine. Traduit du russe par Elli Bronina. 1955
- L'Origine de l'homme de Mikhaïl Fiodorovitch Nestourkh (ru). Texte revu par le professeur Iakov Iakovlevitch Roguinski. Traduit du russe par Elli Bronina. 1950, 1960, 1966, 1970
- Origine des cellules à partir de la matière vivante d'Olga Lepechinskaïa. Traduit du russe par Elli Bronina. 1955
- L'Origine du christianisme de Jacob Abramovitch Lenzman (ru) de son vrai nom «Iakov Abramovitch Lentsman». Traduit du russe par Léon Piatigorski. 1961, 1963
- Les Origines de la dialectique matérialiste : Héraclite de Theohar Kh. Kessidi. Traduit du russe par Léon Piatigorski et Antoinette Mazzi. 1973
- Oulianovsk, ville natale de Lénine de Alla Natalina. 1968
- L'Ourson du grand nord de Sergueï Vladimirovitch Mikhalkov. Clichés d'après nature de Nina Andreïevna Jourouchkina. 1950
- L'Ouzbékistan soviétique de Charaf Rachidov. 1982
- La Paix et le désarmement. Études scientifiques. 1987
- Le Palais des Pionniers de I. Broditskaïa et I. Golovagne. Traduit du russe par Stella Ajzenberg
- Le Parlement soviétique (Memento) de F. Kalinytchev et V. Vassiliev
- Par les sentiers de Zarathoustra (Zoroastre). Influence de la pensée de Friedrich Nietzsche sur la philosophie bourgeoise allemande de Stépan Odouev. Traduit du russe par Catherine Emery. 1980
- Le Parti des Bolcheviks en lutte contre le Trotskisme après octobre de Stepan Chahoumian, V. Crinko, N. Mitkine et S. Sopine sous la direction de Victor Leonidovitch Ignatiev Traduit du russe par Alexandre Karvovski. 1969, 1971
- Parties choisies 1969-1979 d'Anatoli Karpov. Traduit du russe par A. Diakovski. 1981
- Passé et présent, souvenirs de Fiodor Nikolaevitch Petrov (ru). Traduit du russe par Victor Joukov
- Patrice Lumumba et la liberté africaine. Patrice Lumumba champion de la liberté africaine de Lev Volodine. 1961
- La Patrie d'Alexis Nikolaïevitch Tolstoï. Traduit du russe par Alice Orane. 1944
- Le Pays des Soviets en 50 ans. Recueil de statistiques. 1968
- Le Pays deux fois découvert de Guennadi Nikitich Padérine. 1961
- Le PCUS en lutte pour l'unité des forces révolutionnaires et pacifiques de Léonid Brejnev. 1975
- La Pensée sociale française au XVIIIe siècle et au début du XIXe siècle de Guennadi Semenovitch Koutcherenko. Traduit du russe par Jean Champenois et Yves Gauthier. 1988
- Les Penseurs russes : les idées économiques et sociales de la Russie des XVIIIe siècle et XIXe siècle de Andreï Vladimirovitch Anikine (ru). Traduit du russe par Alexandra Gaillard. 1988
- Le Pentagone (États-Unis) et la science de V. Borissov. Traduit du russe par Colette Kitachevski et Yvonne Plaud. 1977
- La Personnalité de l'écrivain et l'évolution de la littérature de Mikhaïl Borissovitch Khraptchenko. Traduit du russe par Antoine Garcia. 1974
- Personne et Société de Pavel Grigorevitch Tchesnokov et Vladimir Karpouchine. 1967
- Petit dictionnaire philosophique, collectif, sous la direction de Marc Moïsseïevitch Rosentahl (ru), Pavel Fiodorovitch Ioudine (ru), 1955
- Les Peuples rendus à la vie. 1953
- La Philosophie de Claude-Adrien Helvétius de Karen Hachikovitch Momdjian. 1959
- Philosophie de la révolte : critique de l'idéologie du gauchisme d'Edouard Iakovlevitch Batalov (ru). Traduit du russe par Marina Vichnevskaïa et Natalia Péressada. 1976
- La Philosophie de Nikolaï Tchernychevski de Movses Grigorian. 1954
- La Philosophie grecque et sa portée culturelle et historique. Traduit du russe par Antoine Garcia et Serge Mouraviev. 1985
- La Philosophie marxiste-léniniste, théorie de la révolution de Vassili Podossetnik. 1964
- Physique récréative de Yakov Perelman. Au moins 2 tomes. Traduit du russe par Valentin Polonski. 1960
- Physique théorique :
  - tome 1 : Mécanique de Lev Landau et Evgueni Lifchits, 1960
  - tome 2 : Théorie des champs de Lev Landau et Evgueni Lifchits
  - tome 3 : Mécanique quantique de Lev Landau et Evgueni Lifchits
  - tome 4 : Électrodynamique quantique de Evgueni Lifchits, tome 5 : Physique statistiquede Lev Landau et Evgueni Lifchits
  - tome 6 : Mécanique des fluides de Lev Landau et Evgueni Lifchits
  - tome 7 : Théorie de l'élasticité de Lev Landau et Evgueni Lifchits, 1967
  - tome 8 : Électrodynamique des milieux continus de Lev Landau et Evgueni Lifchits
  - tome 9 : Physique statistique de Evgueni Lifchits
  - tome 10 : Cinétique physique de Evgueni Lifchits
- La Place des cathédrales au Kremlin de Moscou guide de E. Koslova et I. Kostina. 1976. 1977
- La Planification scientifique en URSS d'Anatolii Vladimirovitch Efimov sous la rédaction scientifique de Iouri Mikhaïlovitch Chvyrkov. Traduit du russe par Maurice Yourkevitch. 1973
- Poème pédagogique d'Anton Makarenko, 3 tomes, traduction de Jean Champenois. 1935, 1956 2e édition, 1960
- Poésie de Saiyid Imad-ad-din Nassimi ou Imadaddin Nassimi. Traduit de l'Azeri par Alexandre Karvovski. 1973
- La Politique étrangère de l'URSS. Traduit du russe par A. Korzine sous la direction de Jacques Imbert. 1967
- La Politique extérieure de l'URSS. Principaux documents du Soviet Suprême 1956-1962, collectif, 1962
- La Politique extérieure du gouvernement de l'URSS. Rapport à la VIe session du Soviet Suprêmede l'URSS en séance du 29 mars 1940 de Viatcheslav Molotov, 1940
- La Population du Monde de S. Brouk
- Pour conjurer la menace d'une nouvelle guerre et renforcer la paix et la sécurité des peuples. Discours prononcé à l'assemblée générale de l'ONU le 23 octobre 1950. Andreï Vychinski. 1951
- Pour Le 100e anniversaire de Vladimir Ilitch Lénine. 1970
- Prague dorée d'Alexandre Gontchar
- Précis d'économie politique de Lev Leontiev (ru). Traduit du russe par Jean Champenois. 1972, 1974
- Précis de lexicologie du français moderne de N. N. Lopatnikova et N. A. Movchovitch. 1958
- Précis de Matérialisme historique de Vassili Podossetnik et Alexandre Spirkine (ru)
- Précis d'histoire de l'U.R.S.S. (3e et 4e années) sous la rédaction du professeur Andreï Chestakov (ru). Traduit du russe par Alice Orane et Georges Roux. 1938
- Précis d'histoire du Parti Communiste de l'Union Soviétique de E. Bougaïev, Isaac Mints (ru), Boris Ponomariov (ru), M. Voline. Traduit du russe sous la direction d'Yvan Mignot.1970
- Précis d'histoire du Parti Communiste de l'Union Soviétique sous la direction de Boris Ponomariov (ru). Traduit du russe sous la direction de Georges Cogniot, traduction revue par Marc-Antoine Parra. 1975
- Le 1er congrès du parti communiste de Cuba, La Havane, 17-22 décembre 1975. Recueil de documents. 1976
- Premières photos de la face inconnue de la Lune d'Alexandre Nesmeyanov (ru)1960
- Les Premiers Pas de l'homme de Mikhaïl Iline, 1960
- La Prévision en politique de A. V. Sergiev. Traduit du russe par Igor Ochanine. 1978
- Principaux textes législatifs de l'URSS en deux tomes. 1984
- Le Principe de l'autodétermination des peuples et des nations de G. Starouchenko.
- Principes d'économie politique de P. Nikitine. 1966 3e édition revue et complétée
- Principes de la législation et de la procédure civiles en URSS, textes légaux et commentaires. Traduit du russe par Léon Piatigorski
- Principes de la législation pénale du système judiciaire et de la procédure pénale en URSS. Traduit du russe par Léon Piatigorski
- Les Principes de la philosophie de Victor Grigorievitch Afanassiev (ru)
- Principes du droit soviétique (Académie des sciences de l'URSS. Institut de droit et de l'État) sous la direction de Piotr Sémionovitch Romachkine (ru). Traduit du russe par Léon Piatigorski. 1966, 1970
- Les Principes du Marxisme-Léninisme. Manuel. 1961, 2012
- Principes du socialisme scientifique de Victor Grigorievitch Afanassiev (ru), Maria Fedorovna Makarova, L. M. Minaev. Traduit du russe par Alexandre Karvovski. 1970
- Principes élémentaires de biologie mitchourinienne de Vsevolod Stoletov (ru). 1951
- Principes et méthodes de travail (arboriculture) d'Ivan Mitchourine, 1952
- Les Principes fondamentaux de la planification scientifique de l'économie nationale de P. Morozov
- Problèmes actuels du système socialiste mondial de Nikita Khrouchtchev. 1962
- Problèmes de géométrie analytique. Traduit du russe par Alexandre Karvovski. 1969
- Les Problèmes de la dialectique dans Le Capital de Karl Marx de Marc Moïsseïevitch Rosentahl (ru), 1959
- Problèmes de l'éducation scolaire soviétique d'Anton Makarenko
- Problèmes d'histoire de la philosophie de Theodor Ilitch Oïzerman. Traduit du russe par Alexandre Karvovski. 1973
- Les Problèmes fondamentaux de l'intégration capitaliste : aspect économique de M. M. Maximova. Traduit du russe par Marina I. Vichnevskaïa sous la rédaction de Maryse Benech. 1974
- Problèmes fondamentaux du Matérialisme dialectique sous la direction de Gueorgui Alexeevitch Koursanov. 1967
- Problèmes fondamentaux du Matérialisme historique de Grigorii Efimovitch Gléserman sous la direction de Gueorgui Alexeïevitch Koursanov. 1967, 1968
- Problèmes philosophiques du travail et de la technique de Stepan S. Tovmassian. Traduit du russe par Antoine Garcia. 1976
- Le Procès de Nuremberg : les hommes et les faits d'Arkadi Iossifovitch Poltorak (ru). Traduit du russe par Harold Lusternik. 1969, 1987
- Processus ethniques en U.R.S.S. de Catherine Emery et Ludmila Larionova. Traduit du russe par Michel Rygalov. 1982
- Programme complexe d'approfondissement et de perfectionnement de la coopération et de développement de l'intégration économique socialiste des pays membres du SEV. Secrétariat du SEV. 1971
- Le Programme des communistes, rapport sur le programme du Parti communiste de l'Union soviétique présenté au XXIIe congrès du parti -18 octobre 1961- de Nikita Khrouchtchev. 1961
- Programme du Parti Communiste de l'Union soviétique (projet). 1961
- Les Progrès du pouvoir soviétique depuis 40 ans en chiffres. 1958
- Le Projet de statut-type des syndicats, rapport présenté à la VIIe assemblée plénière du Conseil central des syndicats de l'URSS de Piotr Gueorguievitch Moskatov. 1938
- Propriété personnelle en URSS de Raïssa Khalfina. Traduit du russe par Léon Piatigorski. 1977
- Les Propriétés médicinales du miel et du venin d'abeille de Naoum Petrovitch Ioriche. 1960
- La Prose azerbaidjanaise
- Prosper Mérimée. 1976
- Psychanalyse et les sciences de l'homme de Natalia Sergueïevna Avtonomova (ru). 1992
- Psychologie récréative de Konstantin Konstantinovitch Platonov (ru). Traduit du russe par Léon Piatigorski. 1965, 1970
- Psychologie sociale de Galina Mikhaïlovitch Andreeva (ru). Traduit du russe par Elli Bronina, Nicole Huneault et Carine Stachetti
- La Psychopathologie et la psychiatrie. Œuvres choisies.. Recueil rédigé par le professeur E. Popov, membre de l'Académie de Médecine de l'URSS, et le professeur Léon Lazarevitch Rokhline (ru). Traduit du russe par Elli Bronina. 1961
- La Puissance de l'État soviétique de Mikhaïl Kalinine, 1944
- Quand papa était petit d'Alexandre Raskine. Traduit du russe par Alice Orane. Illustré par Lev Alexeïevitch Tokmakov (ru). 1966
- Quarante ans dans les services secrets soviétiques de Stanislav Alexeïevitch Vaoupchassov (ru). Traduit du russe par Yvonne Plaud et Marina Arsenieva. 1978
- Quarante ans de mise en scène de Gueorgui Tovstonogov. Traduit du russe par Marc-Antoine Parra. Préface de Iouri Sergueïevitch Rybakov (ru). 1976
- Quatre leçons sur la théorie de l'origine de la Terre d'Otto Schmidt. Traduit du russe par Elli Bronina. 1959
- Le 4e obstacle d'Elena Ilina. Traduit du russe par Stella Ajzenberg. Illustré par A. Belioukine. 1963
- Quelques problèmes de neurophysiologie de Ezras Asratovitch Asratian (ru). 1957
- Quelques questions de méthodologie d'Ivan Mitchourine. 1952
- Qu'est-ce que la philosophie? de Galina Kirilenko et Lada Korchounova. 1987
- Qu'est-ce que la théorie de la relativité? de Lev Landau, Youri Borissovitch Roumer (ru). 1960
- Qu'est-ce que le Matérialisme dialectique? de O. Yakhot (voir Yehoshua Yakhot). Traduit du russe par Serge Glasov sous la rédaction de Serge Ghivaski. 1965
- La Question nationale en URSS : expérience et solutions d'Ivan Grochev
- Questions de politique extérieure, discours et déclarations, avril 1945-juin 1948 de Viatcheslav Molotov. 1949
- Les Questions fondamentales du marxisme; le matérialisme militant. Réponses à Monsieur Alexandre Bogdanov de Gueorgui Plekhanov. Traduit du russe par Lucia Cathala, Jean Joseph François Marie Cathala et Joseph Ducroux. 1974
- Qui aidait Adolf Hitler?. Souvenirs de l'ancien ambassadeur de l'URSS en Grande-Bretagne Ivan Maïski. Traduit du russe par Dora Sanadzé. 1966
- Les Races humaines de Mikhaïl Nestourkh (ru). Traduit du russe par M. Raïski et revu par G. Debetz. 1950, 1960
- Radioastronomie de Iossif Chklovski. 1958
- Le Raid héroïque du Rodina de Lazare Konstantinovitch Brontman (ru) et de Lev Borissovitch Khvat
- Rapport au parti et au peuple. Rapport d'activité du Comité central du Parti communiste de l'Union soviétique au 22e congrès du parti. 17 octobre 1961 de Nikita Khrouchtchev. 1961
- Rapport présenté au XVIIe congrès du parti sur l'activité du comité central du parti communiste bolchévik de l'URSS, le 26 janvier 1934
- Rapport sur les directives du XXe congrès du P.C.U.S. pour le sixième plan quinquennal de développement de l'économie nationale de l'URSS - 1956-1960 - le 21 février 1956 de Nikolaï Boulganine
- Rayon d'action : poèmes choisis de Robert Rojdestvenski. 1977
- Recherches et découvertes géographiques de l'U.R.S.S. de Nikolaï Andreïevitch Gvozdietski. Traduit du russe par Mireille Lukosevicus sous la rédaction de Didier Paris. 1974
- Recherches psychologiques en U.R.S.S. de Piotr Ivanovitch Zintchenko (ru)
- Récits de Yanka Bryl (ru). 1960
- Récits sur Lénine d'Anatoli Lounatcharski. 1960, 1965, 1968
- Réflexions d'un cinéaste de Sergueï Eisenstein. Traduit du russe par Lucia Cathala-Galinskaia et Jean Joseph François Marie Cathala. 1958
- Réforme économique en URSS d'Abel Guezevitch Agambéguian, Pavel Grigorïevitch Bounitch (ru), Anatoli Nikolaïevitch Efimov (ru), Alexeï Matveïevitch Roumiantsev (ru). Traduit du russe par Louis Perroud et Maurice Yourkévitch. 1974
- Regards sur la géographie économique du monde de Constantin Ivanovitch Spidtchenko. Traduit du russe par Mireille Lukoševicius et Léon Piatigorski. 1973
- Les Relations internationales en Extrême-Orient. 1917-1945 de A. Doubinski, G. Efimov. Traduit du russe par Marina Arsénieva et Catherine Emery. Préface de Evgueni Mikhaïlovitch Joukov (ru). 1979
- Les Ressources vitales de l'humanité de K. Maline. 1962
- La Révolution d'Octobre de Gueorgui Nazarovitch Golikov (ru). Traduit du russe par Serge Glasov. 1966
- La Révolution d'Octobre et les intellectuels de Fedioukine. 1975
- La Révolution française et la Russie d'Alexeï Erchov et A. Narotchnitski. Traduit du russe par Yves Gauthier, Hélène Karvovski, Alexandre Khaitsman, Michelle Paeschen. 1989
- La Révolution française et la société russe de Mikhaïl Mikhaïlovitch Strange. Traduit du russe par Jean Champenois. 1960
- Révolutionnaires de l'époque de Vladimir Ilitch Lénine. Portraits des compagnons de lutte et des contemporains. Textes choisis par L. Davydov. 1969
- Révolution scientifique et technique, gestion éducation de Victor Afanassiev (ru). Traduit du russe par Catherine Emery. 1976
- La Révolution scientifique et technique de la société. 1979* La Révolution scientifique et technique et la révolution dans l'enseignement de V. Tourtchenko. 1975
- Rien que la vérité de Iouri Pilar (ru), 1955
- Rintyn va à l'université de Iouri Rytkheou. Traduit du russe par Jean Champenois
- Le Rôle de la conscience socialiste dans le développement de la société soviétique de Fiodor Konstantinov (ru), 1950
- Le Rôle des idées progressives dans le développement de la société de Fiodor Vassilievitch Konstantinov (ru), 1954
- La Route des anciens de la Baltique à la Mer Noire de Vladimir Rybine. 1975
- Les Russes découvrent la France au XVIIIe siècle et au XIXe siècle. 1990
- La Science en URSS : à l'occasion du cinquantenaire de l'Union des républiques socialistes soviétiques 1922-1972. Académie des Sciences de l'URSS. Publié sous la direction de Guennadi Danilovitch Komkov. 1973
- Science et société de Nikolaï Semionov. 1981
- Secret de guerre et autres récits ou le journal d'un juge d'instruction soviétique de Lev Cheinine (ru). Traduit du russe par Stella Ajzenberg. 1960
- La Sécurité sociale en URSS de A. Levichine, V. Aralov
- Les Semi-conducteurs et leurs applications d'Abram Ioffé, 1957
- 700 000 kilomètres dans le cosmos de Guerman Titov, 1962
- Session du Soviet suprême de l'URSS du 10 au 20 août 1938
- Session scientifique consacrée aux problèmes de la théorie physiologique d'Ivan Pavlov (28 juin-4 juillet 1950). Académie des Sciences, Académie de Médecine. 1951
- Silhouettes. Choix et préfaces d'Irina Lounatcharskaïa. Traduit du russe par Antoine Garcia et Max Heilbronn. 1980
- La Situation dans la science biologique : session de l'Académie Lénine des sciences agricoles de l'URSS. 31 juillet-7 août 1948. Compte rendu sténographique. 1949
- La Situation internationale et la politique extérieure de l'URSS, rapport présenté par Viatcheslav Molotov président du Conseil des commissaires du peuple de l'URSS et commissaire du peuple aux affaires étrangères à la session du Soviet suprême de l'URSS, le 31 mai 1939 de Viatcheslav Molotov. 1939
- Socialisme et culture. Études de A. Anastassiev, Alexandre Vassilievitch Karaganov (ru), Y. Sourovtsev, Boris Mikhaïlovitch Yaroustovski (ru). Académie des sciences de l'URSS. Institut d'histoire des arts de l'URSS. Traduit du russe par Victor Joukov. Présentation de V. Khodorovski. 1972
- Socialisme et égalité de Gueorgui Chakhnazarov (ru). 1960 (date de parution en URSS)
- Le Socialisme et les pays libérés de Rostislav Alexandrovitch Oulanovski. Traduit du russe sous la direction de Marc-Antoine Parra. 1975
- Le Socialisme et l'individu de M. Kammari. 1950
- Le Socialisme scientifique, genèse et principes de Léonide Minaev
- La Sociologie en URSS. Rapports des membres de la délégation soviétique au VIe congrès international de sociologie 1966
- La Solidarité des peuples avec la République espagnole (1936-1939) de R. Bertolini, A. Elliot, H. Teubner. Académie des Sciences de l'URSS, Institut du mouvement ouvrier international. Comité soviétique des vétérans de guerre. Traduit du russe par Louis Perroud. 1974
- La Solution du problème féminin en URSS de V. Bilchai. 1957
- Le Sommeil. L'hypnose. Les rêves de Léon Rokhline (ru), 1960
- Sous le drapeau du travail. Recueil d'archives photographiques, de textes et de documents sur Lénine, Staline, etc. par Vistinevtski, Douanevski, Novogroudski. 1957
- La Soviétique au travail et au foyer d'Elke Vesper (de). 1970, 1986
- Les Spectres aériens de Vladimir Mezentsev (ru), 1958
- Les Sports en URSS de Piotr Sobolev (ru), L. Borodina, Gavriil Korobkov (ru). 1958
- Les Sports nationaux en URSS. 1980
- Staline et la direction stalinienne de Viatcheslav Molotov. 1950
- Staline et les forces armées de l'URSS de Kliment Vorochilov. 1951
- Staline et les forces armées soviétiques de' Nikolaï Boulganine. 1950
- La Statistique soviétique d'Anatole Ivanovitch Ejov. Office central de statistique de l'URSS. Traduit du russe par Léon Piatigorski. 1956, 1967
- Statuts du Parti communiste de l'Union Soviétique. 1953
- La Structure du soleil de Alla Massevitch. Traduit du russe par Michel Rygalov. 1958
- Sur la Commune de Paris de Karl Marx, Friedrich Engels, Vladimir Ilitch Lénine. 1971
- Sur la dictature du prolétariat. Textes choisis de Karl Marx, Friedrich Engels, Vladimir Ilitch Lénine. 1975
- Sur l'anarchisme et l'anarcho-syndicalisme de Karl Marx, Friedrich Engels, Vladimir Ilitch Lénine. 1973, 1982
- Sur la rive sauvage de Boris Polevoï. Traduit du russe par Harold Lusternik. 1962, 1966, 1970
- Sverdlovsk (voir Iekaterinbourg) de Boris Stepanovitch Riabinine (ru). 1967
- Le Système socialiste mondial de Ch. Sanakoev. 1971
- Le Système socialiste mondial et l'anticommunisme. Sous la direction de Anatoli Pavlovitch Boutenko (ru), Édouard Yakovlevitch Batalov (ru), Richard Ivanovitch Kossolapov (ru), V. Chatov. Traduit du russe par Marina Arséniéva sous la rédaction de Marc-Antoine Parra. 1972
- Le Tadjikistan soviétique de Pavel Louknitski (ru). 1954
- Technologie des métaux de P. Polouchkine, B. Grinberg, S. Kanténik, V. Jadan, D. Vassiliev. 1967
- Tel grain, tel pain. Poétique de la sagesse populaire de Grigori Permiakov (ru). 1988
- Terre de Kouznetsk d'Alexandre Markianovitch Volochine. 1953
- La Terre et le Ciel; récits récréatifs sur la géographie et l'astronomie d'Alexandre Melentievitch Volkov. Traduit du russe par Valentin Polonski. 1960
- La Terre et le pendule de Feofane Boubleinikov. 1961
- Le Territoire d'Oleg Kouvaev (ru). Traduit du russe par Jean Champenois. 1978
- Textes philosophiques choisis de Vissarion Belinski. Introduction par Mikhaïl Trifonovitch Iovtchouk (ru). 1948
- Textes de vulgarisation scientifique en russe : biologie, médecine. Textes choisis par R. Grigorenko
- Textes philosophiques choisis de Nikolaï Dobrolioubov, 1960
- Textes philosophiques choisis d'Alexandre Herzen avec À la mémoire d'Herzen de Vladimir Ilitch Lénine. 1950
- Textes philosophiques choisis de Nikolaï Tchernychevski. Traduit du russe par Alice Orane, Robert Rodov, Léon Piatigorski. 1957
- Textes, programmes de la lutte pour la paix, la démocratie et le socialisme. Documents des conférences des représentants des partis communistes et ouvriers tenues à Moscou en novembre 1957, à Bucarest en juin 1960, à Moscou en novembre 1960. 1960
- Textes sur le colonialisme de Karl Marx et Friedrich Engels. 1960, 1968, 1977
- Le Théâtre Bolchoï et ses jeunes étoiles : Boris Akimov, Natalia Bessmertnova, Alexandre Bogatyrev (ru), Tatiana Golikova, Mikhaïl Labroski, Ekaterina Maximova, Serguéï Radtchenko, Nina Sorokina (ru), Vladimir Vassiliev, Youri Vladimirov (ru). Choix de textes et introduction de Noé Avialani (ru). Traduit du russe par Antoinette Mazzi. 1974, 1976
- Les Théâtres de Moscou de Victor Grigorevitch Komissarjevskii (ru). 1959
- Les Théâtres en URSS
- Théorie de la croissance de l'économie socialiste d'Alexandre Antchichkine. Traduit du russe par Louis Perroud et Michel Rygalov. 1979
- Théorie de la population de Dimitri Ignatievitch Valentéi (ru). 1977
- Les Théories de la violence dans la lutte idéologique de Vladimir Dénissov. 1979
- Théories économiques et réalité de Andréï Vladimirovitch Anikine (ru) et Y. Olsévitch. Traduit du russe par Alexandre Tarassevitch-Skrylnikov et Louis Perroud. 1977
- La Thérapeutique tissulaire : la théorie des stimulants biologiques de Vladimir Filatov. Traduit du russe par Elli Bronina. 1955
- Le Tiers monde : problèmes et perspectives, le mouvement de libération nationale à l'étape actuelle d'Evguenii Mikhaïlovitch Joukov (ru). Traduit du russe par Jacques Imbert. 1970
- Le Torrent de fer d'Alexandre Serafimovitch. Traduit du russe par Antoinette Mazzi, Viviane Mikhalkova et Alexandre Tarassévitch-Skrylnikov. Préface d'André Stil. 1972, 1977
- Le Traitement de la tuberculose pulmonaire. Conseils aux tuberculeux. Traduit du russe par Elli Bronina. 1955
- La Transformation socialiste de l'économie en URSS et ses critiques bourgeois de V. Tétiouchev. Traduit du russe par Marina Arséniéva avec la collaboration d'Alexandra Gaillard. 1983
- Le Travail des jeunes en URSS de Y. Orlovski. Traduit du russe par Michelle Paeschen et Léon Piatigorski. 1977
- Le Travail en URSS de V. Joukov. 1960
- Le Travail et l'amour de Iaroslav Smeliakov
- Le Travail et la personnalité : image sociologique d'un complexe industriel moderne : réalités et tendances de E. Dorokhova
- Travaux et projets des savants soviétiques de Alexandre Vassilievitch Toptchiev (ru), 1960
- Trente ans de pouvoir soviétique de Nikolaï Chvernik. 1948
- Les Tribunaux du peuple en URSS de Lev Chéinine (ru). 1957
- Turkménistan de Piotr Skosyrev. Traduit du russe par Victor Joukov. 1957
- Un homme véritable de Boris Polevoï. Traduit du russe par Roger Garaudy. Illustré par N. Joukov. Prix Staline 1946. 1950, 1954
- Un ministre soviétique se souvient de Nikolaï Nikolaïevitch Smeliakov. Traduit du russe par Nina Romanova et Jean-Pierre Dussaussois. 1978
- Un noble révolutionnaire, Mikhaïl Lounine de Natan Iakolevitch Eidelman (ru). Traduit du russe par Jean Champenois et Michelle Paeschen. 1988
- Un océan d'énergie de A. Markine. 1970
- Un siècle de lutte et de recherches. Le mouvement révolutionnaire en Russie. 1986
- Un Soviétique dans l'espace de V. Goltsev, N. Dratchinski, Gueorgui Ostrooumov. 1961
- Une œuvre éternelle : les pionniers de l'édition du Capital d'Anna Vassilievna Ouroeva. Traduit du russe par Léon Piatigorski sous la direction d'Antoinette Mazzi. 1969
- Une usine automatique en URSS de A. Érivanski. Traduit du russe par A. Eliner. 1955
- Une vie de lutte d'Anastase Mikoyan. Traduit du russe par Mireille Lukosevicus. 1973
- L'Union soviétique. 1957
- L'Union soviétique et la sécurité européenne de Iouri Naline et A. Nikolaiev. Traduit du russe par Ludmila Kotelerc. 1974
- L'Union soviétique : précis économique et social de Sergueï Balbékov, Gueorgui Khooroïevitch Chakhnazarov (ru), G. Danilov, M. Galkine. Textes choisis par Victor Andreïevitch Golikov (ru). 1977
- L'Union soviétique supprime les impôts de V. Garbouzov. 1960
- Unissons-nous sur la base des déclarations de Moscou. 1963
- URSS. Aide mémoire de l'homme d'affaires
- L'URSS aujourd'hui et demain. Guide illustré. 1959
- URSS : carte au 1/750000 + géographie économique de l'URSS et chemins de fer d'Alexeï Lavrichtchev
- L'URSS dans la lutte pour la paix à la veille de la Seconde Guerre mondiale (septembre 1938 - août 1939) d'Andreï Gromyko, Anatoli Grylev, Semion Kozyrev (ru), Igor Zemskov. Choix de textes et documents par I. Kobliakov. Ministère des Affaires étrangères de l'URSS. Traduit du russe par Marina Arséniéva, Evguéni Mikhaïline sous la direction de Colette Kitaschevski. 1976
- L'URSS en chiffres. 1965. Petit recueil statistique. 1968
- URSS-France. Exploration de l'espace de Vladimir Denissenko, Valentin Kozyrev, Mikhaïl Rebrov (ru). 1983
- L'URSS réalité d'aujourd'hui sous la direction de I. Borissov, Maxime Kim (ru), Vitali Leltchouk. Traduit du russe par Igor Egorov et Thierry Semo. 1975
- L'URSS : visages et paysages : récit d'un journaliste soviétique de Vassili Peskov. Traduit du russe par Marina Vichnevskaïa et Natalia Péressada. 1975 ou 1976 selon les sources
- USA, militarisme et économie de Rachik Artachessovitch Faramzian. Traduit du russe par Victor Joukov sous la direction de Myriam Fainbaum. 1975
- Vakhtangov (Evgueny Vakhtangov) metteur en scène de Nikolaï Alexandrovitch Gortchakov. Traduit du russe par Vera Gopner. 1957, 1960, 1970
- La Variante sud américaine de Sergueï Zalyguine. Traduit du russe par Monique Slodzian. 1978
- Le Vatican contemporain, de Mikhaïl Cheïnman (ru). 1954
- Le Vent des grands espaces. Grandes randonnées en Union soviétique. 1978
- Vers le communisme. Recueil des documents du XXIIe congrès du parti communiste de l'Union Soviétique de Nikita Khrouchtchev. 1961
- La Vie dans l'univers d'Alexandre Oparine et de Vassili Fessenkov. Traduit du russe par M. Tsipine. 1958
- Ville faite pour l'homme de Mikhaïl Possokhine. 1980
- Le XXIe anniversaire de la révolution d'octobre rapport présenté à la séance solennelle du Soviet de Moscou, le 6 novembre 1938 de Viatcheslav Molotov. 1938
- Le XXXIIe anniversaire de la grande révolution socialiste d'octobre, rapport présenté à la séance solennelle du Soviet de Moscou, le 6 novembre 1949 de Gueorgui Malenkov
- La XXe olympiade d'échecs de Salomon Flor. Traduit du russe par A. Kristalovski et Alexandre Tarassevitch Skrylnikov. 1957
- Le Visage de la haine. Lettre d'Amérique de Vitali Korotitch. Prix d'État de l'URSS 1985. 1982
- Vivre dans la paix et l'amitié : le séjour de Nikita Khrouchtchev aux USA du 15 au 27 septembre 1959 Nikita Khrouchtchev, Dwight D. Eisenhower, 1959
- Vladimir Ilitch Lénine. Essai biographique de G. Obitchkine, K. Ostrooukhova, M. Pankratova, A. Smirnova, E. Stelliferovskaïa. 1968, 1970, 2012
- Vladimir Ilitch Lénine, Joseph Staline, Maxime Gorki, Vladimir Maïakovski, Henri Barbusse, etc .1945
- Vladimir Ilitch Lénine. Vie et œuvre
- Vladimir Vyssotski, l'homme, le poète, l'acteur de Youri Andreïev et Iossif Bogouslavski. 1990
- Voyage d'amitié en Inde, Birmanie et Afghanistan. Discours et documents officiels de Nikolaï Boulganine, 1956
- Voyage au pays des soviets d'Emil Carlebach. 1981
- Voyage vers les mondes lointains de Karl Guilzine, 1958, 1968
- Vues de la ville de Frounzé (cf Bichkek) Kirghizistan

### Textes ou extraits de textes écrits parVladimir Ilitch Lénine
- L'Alliance de la classe ouvrière et de la paysannerie. 1957, 1978
- À propos de la France. Textes choisis par C. Leiteizen. 1970
- À propos de la question dite des marches. 1952
- À propos des thèses du Parti communiste français sur la question agraire. 1952
- Articles de 1923. 1952
- Les Bolcheviks garderont-ils le pouvoir?. 1951
- Cahiers philosophiques. Institut du marxisme-léninisme près le comité central du parti communiste de l'URSS. 1973
- La catastrophe imminente et les moyens de la conjurer
- Ce que sont les «Amis du peuple» et comment ils luttent contre les social-démocrates. Réponse aux articles parus dans la revue Rousskoïe-Bogatstvo et dirigés contre les marxistes. 1966, 1969
- La Coexistence pacifique. 1978
- La Commune de Paris. 1950, 1930
- Contre le dogmatisme et le sectarisme dans le mouvement ouvrier. Recueil d'articles et de discours composé par N. Sevriouguina. 1972
- Culture et révolution culturelle. 1966, 1969
- Deux tactiques de la social-démocratie dans la Révolution démocratique. 1949, 1968, 1971
- Le Développement du capitalisme en Russie processus de formation du marché intérieur pour la grande industrie. 1956, 1974
- Discours aux congrès de l'Internationale communiste. 1973
- Discours aux congrès du parti. 1972
  - tome 1 : 1918-1920.
  - tome 2 : 1921-1922
- Les Divergences dans le mouvement ouvrier européen. 1952
- Du Droit des nations à disposer d'elles-mêmes. 1951, 1973, 1981
- Écrits sur l'art et la littérature. 1969, 1978, 1979
- Les Enseignements de la Commune. À la mémoire de la Commune. 1952
- L'État et la Révolution : la doctrine marxiste de l'État et les tâches du prolétariat dans la révolution. 1946, 1970, 1972
- La Faillite de la Deuxième internationale. 1949, 1966, 1971
- La Grande révolution socialiste d'Octobre, articles et discours. 1967
- L'Idéologie socialiste et la culture. 1968
- L'Impérialisme, stade suprême du capitalisme, essai de vulgarisation. 1947, 1954, 1967, 1969, 1971, 1975
- L'Internationalisme prolétarien. 1968, 1980
- Karl Marx et sa doctrine. 1971
- Karl Marx, Friedrich Engels. 1948
- Lénine (cf Vladimir Ilitch Lénine) et Gorki (cf Maxime Gorki). Lettres, souvenirs, documents
- Lénine et la presse
- Lettre aux ouvriers d'Europe et d'Amérique. 1952
- Lettres de loin. 1951, 1967
- La Maladie infantile du communisme, le gauchisme. 1949, 1954, 1968, 1970, 1979
- Marx (cf Karl Marx), Engels (cf Friedrich Engels), Marxisme. 1947
- Matérialisme et empiriocriticisme. Notes critiques sur une philosophie réactionnaire. 1952, 1970, 1973
- Le Mouvement national de libération des peuples d'orient, recueil d'articles et de discours de Lénine composé par C. Leiteisen
- Notes critiques sur la question nationale : du droit des nations à disposer d'elles-mêmes. 1952, 1971
- Œuvres choisies en deux volumes. 1946, 1947, 1948, 1953, 1958
  - Tome 1 : 1893-1894. Nouvelles transformations économiques dans la vie paysanne. À propos de la question dite des marchés. Ce que sont les amis du peuple et comment ils luttent contre les social-démocrates. Le contenu économique du populisme et la critique qu'en fait dans son livre M. Strouve. Traduit du russe par Jacques Kitover, Henri Perdrizet, Alexandre Roudnikov. 1958
  - Tome 2 : 1895-1897. Friedrich Engels. Pour caractériser le romantisme économique. La nouvelle loi ouvrière. Les tâches des social-démocrates russes. Le recensement des artisans de la province de Perm. Perles de la planomanie populiste. Quel héritage renions-nous? Traduit du russe par Louis Hoguet, Paul Kolodkine, Jean Triomphe, Robert Rodov. 1958
- Œuvres choisies en trois volumes de Vladimir Ilitch Lénine. 1958, 1962, 1963, 1968, 1971
- Œuvres complètes en 47 volumes de Vladimir Ilitch Lénine. Institut du marxisme-léninisme près le Comité central du PCUS. Moscou. 1958, 1959, 1960, 1961, 1962, 1963, 1964, 1966, 1967, 1968, 1969, 1970, 1971, 1973, 1974
  - Tome 1 : 1893 - 1894
  - Tome 2 : 1895 - 1897
  - Tome 3 : Le Développement du capitalisme en Russie, 1896 - 1899
  - Tome 4 : 1898 - avril 1901
  - Tome 5 : mai 1901 - février 1902
  - Tome 6 : janvier 1902 - août 1903
  - Tome 7 : septembre 1903 - décembre 1904. Traduit du russe par Kyra Hoppé et Mikhaîl Katsovitch. 1966
  - Tome 8 : janvier - juillet 1905
  - Tome 9 : juin - novembre 1905. Traduit du russe par Claude Ligny, Andrée Robel, Alexandre Tarassévitch-Skrylnikov. 1967
  - Tome 10 : novembre 1905 - juin 1906
  - Tome 11 : juin 1906 - janvier 1907. Traduit du russe par Michel Coudrée et Nikita Sibéroff
  - Tome 12 : janvier - juin 1907. Traduit du russe par Irène Ghivaski, Serge Ghivaski, Michèle Petitot, Alexandre Tarassévitch-Skrylnikov
  - Tome 13 : juin 1907 - avril 1908. Traduit du russe par Michèle Petitot, Nikita Sibéroff, Olga Vassilievna Tatarinova, Weinstein. 1967
  - Tome 14 : Matérialisme et empiriocriticisme -1908
  - Tome 15 : mars 1908 - août 1909. Traduit du russe par Robert Giraud, Nikita Sibéroff et Georges Voguet
  - Tome 16 : septembre 1909 - décembre 1910
  - Tome 17 : décembre 1910 - avril 1912. Traduit du russe par Robert Giraud
  - Tome 18 : avril 1912 - mars 1913
  - Tome 19 : mars - décembre 1913. Traduit du russe par Andrée Robel, Vladimir Solomon, Olga Vassilievna Tatarinova
  - Tome 20 : décembre 1913 - août 1914. 1959
  - Tome 21 : août 1914 - décembre 1915
  - Tome 22 : décembre 1915 - juillet 1916
  - Tome 23 : août 1916 - mars 1917
  - Tome 24 : avril - juin 1917
  - Tome 25 : juin - septembre 1917
  - Tome 26 : septembre 1917 - février 1918
  - Tome 27 : février - juillet 1918. Traduit du russe par Francis Cohen, Mikhaïl Katsovitch, Paul Kolodkine, René Lhermitte, Serge Mayret, Alexandre Roudnikov
  - Tome 28 : juillet 1918 - mars 1919
  - Tome 29 : mars - août 1919
  - Tome 30 : septembre 1919 - avril 1920
  - Tome 31 : avril - décembre 1920
  - Tome 32 : décembre 1920 - août 1921
  - Tome 33 : août 1921 - mars 1923
  - Tome 34 : Lettres, novembre 1895 - novembre 1911
  - Tome 35 : Lettres, février 1912 - décembre 1922
  - Tome 36 : Lettres, etc., 1900 - 1923. Traduit du russe par Mikhaïl Katsovitch, Paul Kolodkine, Serge Mayret, Henri Perdrizet, Alexandre Roudnikov
  - Tome 37 : Lettres aux proches, (à sa famille), 1893 - 1922. Traduit du russe par François Hirsch, Mikhaïl Katsovitch, Andrée Robel, Alexandre Roudnikov, Vladimir Solomon
  - Tome 38 : Cahiers philosophiques, 1895 - 1916
  - Tome 39 : Cahiers de l'impérialisme 1916. Traduit du russe par Serge Ghivaski, Andrée Robel, Pierre Sabatier, Vladimir Solomon
  - Tome 40 : Cahiers sur la question agraire, 1900 - 1916. Traduit du russe par Robert Giraud et Vladimir Solomon
  - Tome 41 : 1896 - octobre 1917. Traduit du russe par Robert Giraud, Andrée Robel, Olga Vassilievna Tatarinova, Georges Vognet
  - Tome 42 : octobre 1917 - mars 1923. Traduit du russe par Robert Giraud, Pierre Sabatier, Edith Salluy, Georges Salluy
  - Tome 43 : Lettres traduites par Olga Vassilievna Tatarinova, télégrammes, etc., décembre 1913 - octobre 1917. Traduit du russe par Marina Arséniéva, Andrée Robel et Olga Vassilievna Tatarinova
  - Tome 44 : Lettres, etc., octobre 1917 - novembre 1920. Traduit du russe par Valérie Latycheva, Andrée Robel, Edith Salluy, Georges Salluy, Alexandre Tarassévitch-Skrylnikov, Georges Vognet
  - Tome 45 : Lettres, etc., novembre 1920 - mars 1923. Traduit du russe par Robert Giraud, Sylviane Mossé, Andrée Robel, Vladimir Solomon
  - Tome 46 : Index thématique
  - Tome 47 : Index
- L'Organisation de l'administration soviétique. Recueil d'articles et de discours. 1973, 1979
- Pour caractériser le romantisme économique. 1973 avec les Éditions sociales
- Le Pouvoir soviétique et la situation de la femme. La journée internationale des femmes. 1954
- Problèmes de l'édification du socialisme et du communisme en URSS. 1968
- Problèmes d'organisation de l'économie socialiste. Recueil d'articles et de discours
- Programme agraire de la Social-démocratie dans la première révolution russe de 1905-1907. 1967, 1969
- Que faire ? (les questions brûlantes de notre mouvement). 1958, 1966, 1969, 1979
- La Question agraire et les critiques de Karl Marx. 1973
- Question de la politique nationale et de l'internationalisme prolétarien. 1980
- Rapport au IIe congrès des syndicats de Russie, le 20 janvier 1919. 1977
- Rapport politique du comité central au XVIe congrès du parti communiste de l'URSS, 18 décembre 1925. 1950
- Rapport présenté au IIe congrès panrusse des organisations communistes des peuples d'orient. 1952
- Rapport sur la Révolution de 1905. 1952
- Réunion commune du comité exécutif central de Russie, du soviet de Moscou, des députés ouvriers, paysans et soldats rouges et des syndicats - 4 juin 1918. 1977
- La Révolution prolétarienne et le renégat Kautsky (cf Karl Kautsky). 1949, 1971
- Salut aux communistes italiens, français et allemands. 1952
- Le Socialisme et la guerre. (L'attitude du P.O.S.D.R. vis-à-vis de la guerre) - voir Parti ouvrier social-démocrate de Russie - 1950
- Socialisme petit bourgeois et socialisme prolétarien. 1952
- Socialisme utopique et socialisme scientifique. Choix d'articles et de discours par A. Koptséva. 1970
- Sur la phrase révolutionnaire. 1971
- Sur l'émancipation de la femme. Recueil d'articles avec une préface Nadejda Kroupskaïa et Mes souvenirs de Lénine de Clara Zetkin. 1966
- Sur une caricature du marxisme et sur l'économisme impérialiste. 1978
- Le Système économique et politique à l'époque de la Dictature du prolétariat. 1952
- Les Tâches des fédérations de jeunesse. 1954
- Textes sur la jeunesse. 1970
- Textes sur les syndicats : articles et discours. Préface de Boris Iosifovitch Koval. 1970
- Les Trois Sources et les trois parties constitutives du marxisme. 1954
- L'Unité du mouvement communiste international. Recueil de textes choisis par Nadejda Vitalevna Sourovtseva
- Un pas en avant, deux pas en arrière, la crise dans notre parti. 1947, 1966

### Textes ou extraits de textes écrits parJoseph Staline
- Anarchisme ou socialisme?. 1950, 1952
- L'Année du grand tournant. 1953
- À propos de la déviation social-démocrate dans notre parti. 1952
- Le Caractère international de la Révolution d'Octobre. 1954
- Coup d'œil rapide sur les divergences dans le parti. 1952
- De l'Industrialisation du pays et de la déviation de droite dans le PC (b) de L'URSS. 1953. (b)=bolchévique?
- Discours prononcé à l'assemblée des électeurs de la circonscription Staline de Moscou, le 9 février 1946. 1952
- Entretien avec la première délégation ouvrière américaine. 1952
- Entretien avec l'écrivain allemand Emil Ludwig (13 décembre 1931). 1952
- Le Gouvernement provisoire révolutionnaire et la social-démocratie. 1953
- Lénine vu par Staline. Lénine organisateur et chef du parti communiste de Russie. À l'occasion du 50e anniversaire de la naissance de Lénine 23 avril 1920. 1939, 1946, 1947, 1954
- Le Marxisme et la question nationale. 1918. 1946, 1949
- Le Marxisme et les problèmes de linguistique. 1952
- Le Parti social-démocrate de Russie et ses tâches immédiates. 1953
- Les Problèmes économiques du Socialisme en URSS. 1976
- La Question nationale et le Léninisme. 1950
- Les Questions de Léninisme. 1947, 1949, 1951
- La Révolution d'Octobre et la question nationale. 1952
- La Situation économique de l'Union Soviétique et la politique du parti. 1953
- Sur la grande guerre de l'Union Soviétique pour le salut de la patrie. 1946

### Auteurs francophones: classement par patronymes
- Yvon Adam : Le Sport dans la vie des Soviétiques. 1979
- Louis Aragon : Choix de poèmes. 1959
- Gaston Bachelard : La Psychanalyse du feu. 1993[1]
- Honoré de Balzac : La Peau de chagrin. 1958
- Honoré de Balzac : Le Père Goriot scènes de la vie privée. 1949, 1977
- Honoré de Balzac : Nouvelles. 1960
- Henri Barbusse : La Vérité est révolutionnaire. Œuvres choisies. 1979
- Henri Barbusse : Le Feu. 1953
- Charles Baudelaire : Les Fleurs du mal avec Petits poèmes en prose (voir Le Spleen de Paris). 1972
- Hervé Bazin : Vipère au poing. Préface et notes de L. Zonina et M. Chtchetinskii. 1964
- Joseph Bédier : Le Roman de Tristan et Iseut. Notes et glossaire de O. Andréiéva. Introduction de V. Kozovoï en russe. Illustré par Vladimir Alexandrovitch Noskov. 1967
- Jean-Richard Bloch : Toulon, chronique française en trois époques. 1942-1943. 1944
- Georges Bouvard : Au Kazakhstan soviétique. Chez les conquérants des Terres vierges et les pionniers de l'Espace. 1985
- Georges Bouvard : Les Petits-fils du premier maître - École soviétique. 1980
- François-René de Chateaubriand : René (roman) avec Adolphe de Benjamin Constant et La Confession d'un enfant du siècle (roman) d'Alfred de Musset
- Georges Cogniot : L'évasion, récits. Préface de Iou Danilin. 1950
- Marcel Cohen : Notes de méthode pour l'histoire du Français. 1958
- Christiane Collange : Une chose bien simple. Nouvelles soviétiques
- Benjamin Constant : Adolphe avec René (roman) de François-René de Chateaubriand et La Confession d'un enfant du siècle (roman) d'Alfred de Musset
- Eugène Dabit : Train de vies. 1973
- Alphonse Daudet : Fromont jeune et Risler aîné. 1963
- Alphonse Daudet : Les Rois en exil. 1979
- Charles De Coster : La Légende et les aventures héroïques, joyeuses et glorieuses d'Ulenspiegel et de Lamme Goedzak au pays des Flandres et ailleurs. 1973
- Denis Diderot : La Religieuse, Le Neveu de Rameau. 1980
- Alexandre Dumas : Les Trois Mousquetaires. 1977
- Pierre Durand (résistant) : Les Sans-culottes du bout du monde (1917-1921). Contre-révolution et intervention étrangère en Russie. 1977
- Paul Éluard : Choix de poèmes. 1958
- Gustave Flaubert : L'Éducation sentimentale. 1962
- Gustave Flaubert : Madame Bovary. 1958
- Gustave Flaubert : Salammbô. 1949, 1978
- Anatole France : Histoire contemporaine (Anatole France). Préface et commentaires de N. Rjevskaia. 1965
- Anatole France : L'Île des Pingouins. 1960
- Théophile Gautier : Le Capitaine Fracasse. Préface d'Irina Lileeva. 1965
- Jean Giraudoux : Œuvres choisies avec Bella : histoire des Frontranges, Amphitryon 38, La guerre de Troie n'aura pas lieu, La Folle de Chaillot et un essai du 20 mars 1941. 1980
- Edmond de Goncourt et Jules de Goncourt : Germinie Lacerteux, Les Frères Zemganno. 1979, 1980
- Victor Hugo : Quatrevingt-treize. 1978
- Pierre Choderlos de Laclos : Les Liaisons dangereuses ou lettres recueillies dans une société et publiées pour l'instruction de quelques autres. 1978
- Georges Martin : Un kolkhoze nommé Oukraina. 1980
- Guy de Maupassant : Bel-Ami
- Guy de Maupassant : Contes et nouvelles choisis. Préface de Iouri Ivanovitch Danilin. 1949, 1974, 1976
- Guy de Maupassant : Une vie (Maupassant). 1947
- François Mauriac : Thérèse Desqueyroux avec Le Nœud de vipères, Le Sagouin et Un adolescent d'autrefois. 1975
- André Maurois : «Une carrière» et autres nouvelles. 1975
- Prosper Mérimée : Nouvelles choisies par Youri Vipper. 1977
- Yves Montand : Du soleil plein la tête. 1956
- Alfred de Musset : La Confession d'un enfant du siècle avec Adolphe de Benjamin Constant et René (roman) de François-René de Chateaubriand
- Marcel Proust : À la recherche du temps perdu : tome 1 Du côté de chez Swann, tome 2 À l'ombre des jeunes filles en fleurs. 1970, 1976, 1979, 1982
- André Remacle : La Légende de Kamaz. 1977
- Romain Rolland : «...ce qu'il me faut, c'est l'homme entier...». Œuvres choisies. 1979
- Romain Rolland : Colas Breugnon. Bonhomme vit encore. 1948, 1968
- Antoine de Saint-Exupéry : Œuvres
- George Sand : François le Champi, La Petite Fadette. 1978
- Georges Soria : Poèmes de l'âge terrible. 1945
- Maurice Thorez : La France depuis la capitulation de Rethondes. 1944
- Claude Tillier : Mon oncle Benjamin. 1962
- Henri Troyat : Le Carnet vert. 1974
- Roger Vailland : Beau Masque. 1960
- Paul Vaillant-Couturier : Enfance, souvenirs d'enfance et de jeunesse. Illustré par l'auteur. Préface de Louis Aragon. 1950
- Émile Zola : Au Bonheur des Dames. 1956
- Émile Zola : Contes et Nouvelles : Le Forgeron, L'Attaque du moulin (nouvelle), Nais Micoulin, Le Capitaine Burle. 1950
- Émile Zola : Germinal. 1955
- Émile Zola : La Débâcle. 1949

- Théâtre français d'aujourd'hui :
  - Tome 1 : Jean Anouilh, Samuel Beckett, Armand Salacrou, Jean-Paul Sartre.
  - Tome 2 : Arthur Adamov, Eugène Ionesco, Jean-Paul Sartre

### Liste alphabétique des traducteurs cités
Henri Abril - Stella Ajzenberg - Marina Arsénieva - Evgueni Avrorine - Lidia Bach - Maryse Benech - Esfir Berstein - Ch. Bir - T. Bodko - Elli Bronina - Mireille Broudeur - Anne Carrive
Jean Joseph François Marie Cathala - Lucia Cathala Galinskaïa - Jean Champenois - Patricia Champié - Mikhaïl Chtchetinski - Philippe Comte - Georges Cottelerc - Michèle Coudrée - Georges Davydoff - G. Debetz - Maurice Décaillot - Lily Denis - A. Diakovski - A. Diligenskaia - Moïsséi Doljanski - G. Dountchevski - J. Ducroux - Geneviève Dupond - Jean-Pierre Dussaussois - Igor Egorov - A. Eliner - Catherine Emery - Myriam Fainbaum - Cyrilla Falk - Alexandra Gaillard - Lucia Galinskaïa - Roger Garaudy - Antoine Garcia, pseudonyme d'Henri Abril - Louis Gaurin - Yves Gauthier - Irène Ghivaski - Serge Ghivaski - Robert Giraud - Serge Glasov - Vladimir Glazov - Vera Gopner - Louis Goren - Léonide Gourevitch - Constantin de Grunwald - Alain Guillermou - Max Heilbronn - Louis Hoguet - Kyra Hoppé - Nicole Huneault - René Huntzbucler - Jacques Imbert - Ilya Iskhakov - Georges Jacobi - Victor Joukov - N. Kadicheva - Michèle Kahn - Anton Karpinski, pseudonyme d'Henri Abril - Alexandre Karvovski - Hélène Karvovski - Mikhaïl Katsovitch - Alexandre Khaitsman - Colette Kitachevski - Jacques Kitover - Paul Kolodkine - A. Korzine - Ludmila Kotelerc - I. Kotomkina - Paul Krellstein - A. Kristalovski - R. Labry - Gaby Larriac, pseudonyme d'Henri Abril - Valérie Latycheva - Jacques Lemagnen - Max Léon - Svetlana leon - Marguerite Lienard - Claude Ligny - Mireille Lukosevicus - Harold Lusternik - Corinne Macaze - Fabienne Marienhoff - Ilza Maximilianovna - Antoinette Mazzi - Guy de Mégréditchian - Prosper Mérimée - Yvan Mignot - Evguéni Mikhaïline - Viviane Mikhalkova - Henri Mongault - L. Morozova - Sylviane Mossé - Serge Mouraviev - Yvonne Niss - Igor Ochanine - Alice Orane - Michelle Paeschen - Edith Palluy - Georges Palluy - M. Parijanine - Dominique Paris - Marc-Antoine Parra - C. Partchevski - Anne Marie Pascal - Paul Pauliat - V. Pavlov - Henri Perdrizet - Natalia I. Péressada - Louis Perroud - Jean Perus - Léon Piatigorski - Philippe Pintat - Yvonne Plaud - Valentin Polonski - Michelle Poulain - M. Raïski - B. Réizov - M. Rigalov - Jean-Jacques Rimasson - Andrée Robel - Robert Rodov - Jean Roire - Nina Romanova - Alexandre Roudnikov - Georges Roux - Michel Rygalov - Pierre Sabatier - Dora Sanadzé - Elisabeth Sélikoff - Thierry Semo - Dmitri Sesemann - Nikita Sibérof - Alain Slimane-Taleb - Monique Slodzian - Serge Solheid - Vladimir Solomon - Carine Stachetti - Oleg Tarassenkov - Alexandre Tarassévitch-Skrylnikov - Olga Vassilievna Tatarinova - T. Tolli - Franck Trannoy - Jean Triomphe - M. Tsipine - Clara Vassilieva - Marina I. Vichnevskaïa - A. Vinogradova - M. Vitmay - Véra Vlassenko - Georges Voguet - Georges Vognet - O. Volkov - Olga Wormser - Maurice Yourkévitch

## Publications en français en ligne
- Vladimir Beliaev (trad. du russe par H. Lusternik, préf. A. Vassine), La Vieille forteresse : Trilogie, Moscou, Éditions en langues étrangère, coll. « Littérature soviétique pour l'enfance et l'adolescence », 849 p.